# Parc des Buttes-Chaumont
Pour les articles homonymes, voir Buttes Chaumont.
Le parc des Buttes-Chaumont est un jardin public situé dans le nord-est de Paris, en France, dans le 19e arrondissement de la ville.
Avec près de 25 hectares, le parc est l'un des plus grands espaces verts de Paris. Inauguré le 1er avril 1867 pendant les dernières années du règne de Napoléon III, il s'agit d'une réalisation de l'ingénieur Adolphe Alphand et des paysagistes Jean-Pierre Barillet-Deschamps et Édouard André. Ce jardin à l'anglaise imite un paysage de montagne : rochers, falaises, torrents, cascades, grotte, alpages, belvédères.

## Toponymie
La première hypothèse quant à l'origine du toponyme « Buttes-Chaumont » s'appuie sur la nature infertile et inculte des terrains sur lesquels le parc est aménagé. En effet, le sous-sol marneux et particulièrement gypseux, rendait le site stérile et impropre à la culture, si bien qu'aucune végétation n'avait réussi à s'y établir. Ainsi, les buttes étaient connues sous le nom de « Mont Chauve » ou « Chauve-Mont », qui proviendrait du latin Calvus Mons. Ces appellations auraient par la suite donné le toponyme « Chaumont » par contraction, comme l'expose le baron Haussmann dans ses Mémoires :

« Le nom des Buttes-Chaumont viendrait, suivant les étymologistes, de la contraction de deux mots significatifs : « Chauve-Mont ». Il aurait été donné, disent-ils, à ces hauteurs, parce que le sol et le sous-sol, uniquement composés de glaise, de marne compacte et de gypse, se refusaient absolument à toute végétation. »

— Baron Haussmann, Mémoires du baron Haussmann
Parallèlement à cette explication, une seconde hypothèse est également avancée pour justifier l'existence du toponyme alternatif « Buttes Saint-Chaumont », lequel, quoique tombé progressivement en désuétude au cours du XIXe siècle, existait aux XVIIe et XVIIIe siècles,. Au XVIIe siècle, des communautés religieuses féminines s'étaient établies dans le quartier des buttes, et la coutume les avait désignées sous le nom de « Filles de Saint-Chaumont », puisqu'elles occupaient le site de l'ancien hôtel particulier du ministre Melchior Mitte de Chevrières, marquis de Saint-Chamond,, également connu sous le nom de marquis de Saint-Chaumont ; cela aurait alors donné leur nom aux buttes.

## Géographie

### Situation et accès

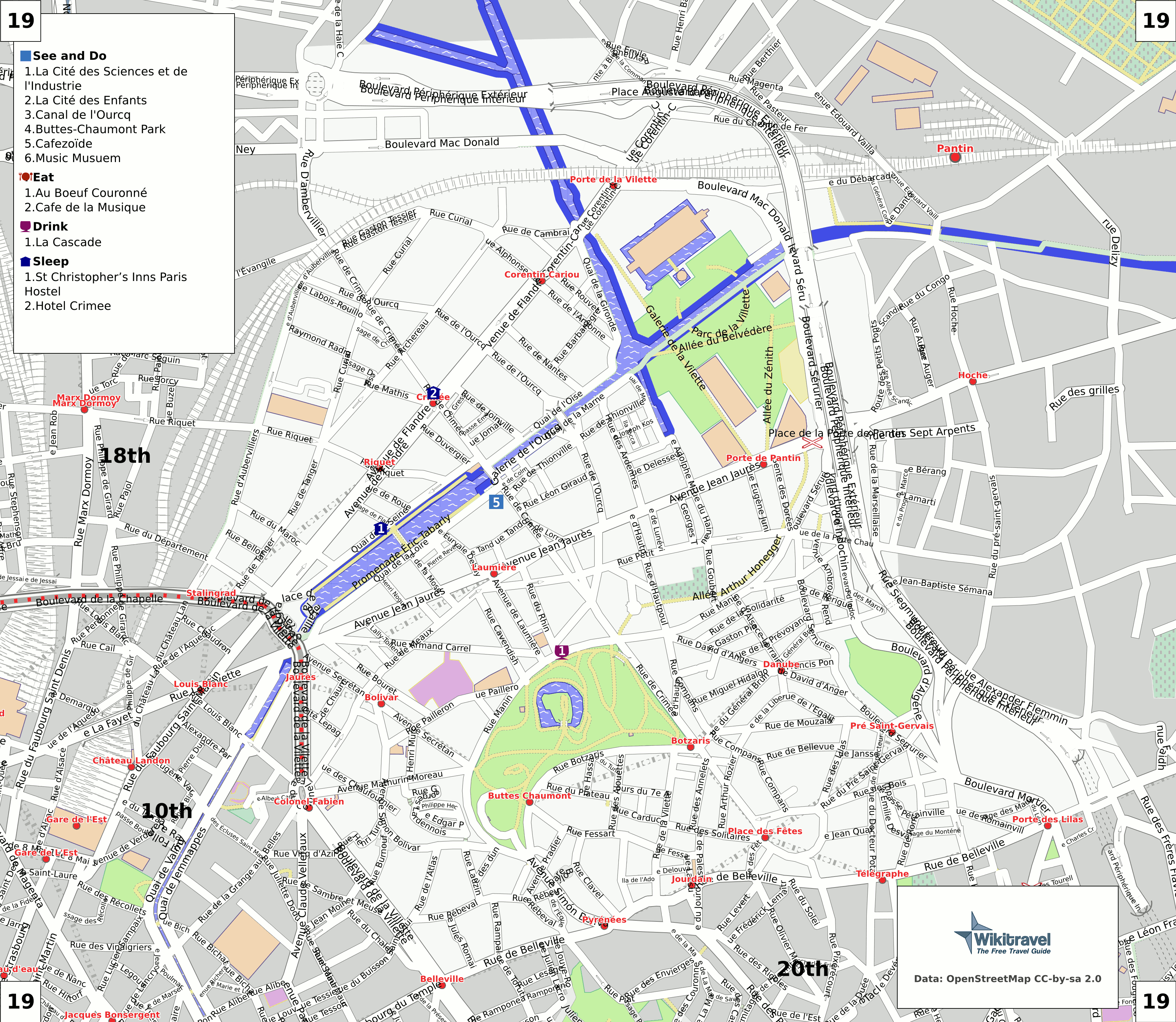
Carte du de Paris. Le parc des Buttes-Chaumont est situé légèrement au-dessous du centre de la carte.

Le parc des Buttes-Chaumont est situé dans le nord-est de Paris, dans le sud du 19e arrondissement (quartier du Combat). Il est bordé par quatre voies principales : à l'ouest et au nord-ouest par la rue Manin, au nord-est par la rue de Crimée, au sud par la rue Botzaris et au sud-ouest par l'avenue Simon Bolivar.
Les stations de métro les plus proches sont les Buttes-Chaumont et Botzaris de la ligne 7 bis, sur son côté sud. Au nord et au nord-ouest, les stations les plus proches sont Laumière (ligne 5) et Bolivar (ligne 7 bis).
Le parc compte six entrées principales. En partant de la pointe sud et dans le sens des aiguilles d'une montre :
- porte principale : au sud, à l'angle des rues Botzaris et Simon Bolivar ;
- porte Secrétan : rue Manin, dans le prolongement de l'avenue Secrétan ;
- porte Armand-Carrel : place Roger-Madec, devant la mairie du 19e arrondissement ;
- porte de Crimée : au nord-est, à l'angle de la rue Manin et de la rue de Crimée ;
- porte de la Villette : à l'est, rue Botzaris ;
- porte Fessart : rue Botzaris, dans le prolongement de la rue Fessart.

Outre ces entrées principales, le parc compte neuf entrées secondaires.

### Caractéristiques

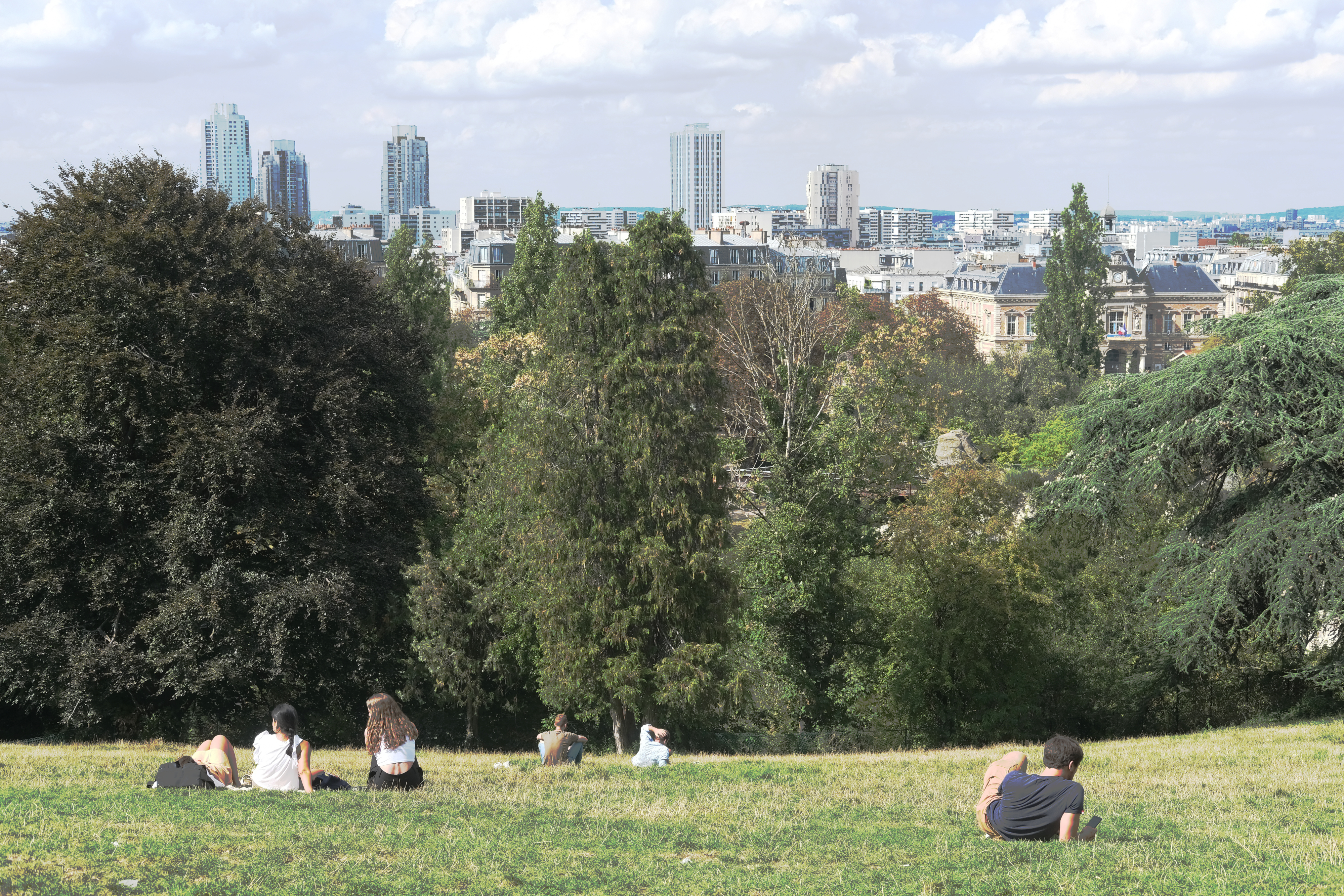
Le haut des Buttes Chaumont.

Avec une superficie de 24,73 hectares, le parc des Buttes-Chaumont est le cinquième plus grand espace vert de Paris, après le bois de Vincennes, le bois de Boulogne, le parc de la Villette et le jardin des Tuileries. Il s'agit également d'un des espaces verts parisiens présentant le plus grand dénivelé (plus de 40 m), héritage des carrières sur lesquelles il a été créé.
Le parc a une forme en plan concave, son seul côté rectiligne se trouvant au nord-est (le long de la rue de Crimée). Les rues Manin et Botzaris l'entourent respectivement au nord-ouest et au sud-est. L'avenue Simon Bolivar, prolongeant la rue Manin sur 130 mètres, rejoint la rue Botzaris au sud en formant une pointe. Dans sa plus grande longueur, entre les pointes nord et sud, le parc mesure 820 m ; dans sa plus grande largeur, le long de l'extrémité est, il mesure 450 m. Au total, sa périphérie mesure 2 475 m.
Le parc comprend 12 ha de pelouses, 6 ha de boisements, 1 ha d'enrochements et 4,5 ha réservés à la circulation (5,5 km de voies et 2,2 km de chemins).
Quatorze voies sont situées dans le parc :
- Avenue des Alouettes
- Avenue Alphand
- Avenue de la Cascade
- Route Circulaire-du-Lac
- Avenue de Crimée
- Avenue Darcel
- Avenue Édouard-Petit
- Avenue du Général-San-Martin
- Avenue de la Grotte
- Avenue Jacques-de-Liniers
- Avenue Jean-Cyrille Cavé
- Avenue des Marnes
- Avenue Michal
- Avenue Puebla

### Géologie
Le parc des Buttes-Chaumont s'inscrit dans le contexte géologique du Bassin parisien. Plus spécifiquement, le site prend place sur la marge occidentale de l'ensemble de collines de Belleville et Romainville, qui ferme au nord-est la plaine alluviale en forme d'amphithéâtre dans laquelle s'étend Paris. Cet ensemble collinaire culminant à 128 m à Belleville domine la plaine en contrebas, où la Seine, dont le méandre s'est au fil du temps déplacé et a incisé l'anticlinal de Meudon. Le processus d'érosion à l'ère quaternaire n'a laissé que quelques buttes, mettant ainsi à jour la majorité des formations tertiaires du bassin parisien : calcaires, gypse, argiles, sables et pierres meulières.
Les Buttes-Chaumont, comme la butte Montmartre, sont pour leur part essentiellement composées de roches gypseuses recouvertes par des couches marneuses (marnes bleues d'Argenteuil, puis marnes blanches de Pantin). Plus précisément, le sous-sol contient trois couches de gypse de puissance variable, entrecoupées de marnes. Ces formations gypseuses et marneuses appartiennent à l'étage supérieur de l'Éocène, le Ludien. Il y a approximativement 35 millions d'années, le site des Buttes-Chaumont se trouvait dans un vaste complexe lagunaire puis lacustre dont l'évolution temporelle, marquée par les cycles de transgression et de régression, a modelé les différentes couches de gypse, appelées « masses de gypse ».
La troisième masse de gypse, qui repose au toit de la couche de marnes à pholadomyes, est la plus ancienne, la plus profonde et la moins puissante (épaisseur de l'ordre de trois mètres) : elle résulte de la formation d'une grande lagune évaporitique, marquant la fin de la sédimentation marine qui avait jusqu'alors cours. Une couche de marnes à lucines la sépare de la deuxième masse de gypse, formation dont l'épaisseur est de l'ordre de cinq mètres, elle-même recouverte par une couche de marnes dite « d'entre-deux-masses » constituant la limite avec la première masse de gypse. Cette dernière couche, également nommée haute masse de gypse, est la plus récente et la plus puissante, avec une épaisseur avoisinant les quinze mètres,. Les première et deuxième masses de gypse sont les dépôts du lac évaporitique issu de la fermeture de la lagune qui avait permis la formation de la troisième masse de gypse.

## Historique

### Du gibet de Montfaucon aux carrières de gypse

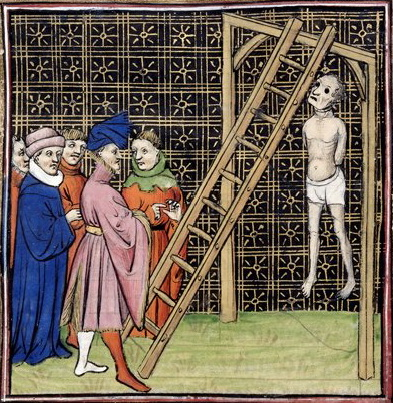
Pendaison d'Enguerrand de Marigny au gibet de Montfaucon, en 1315. Enluminure extraite des Grandes Chroniques de France.

Avant son aménagement en un parc paysager, le site des Buttes-Chaumont faisait partie des lieux les plus désolés à proximité immédiate de Paris, et était affligé d'une sinistre réputation. En effet, du Moyen Âge jusqu'au XVIIe siècle, la justice royale était rendue au pied des buttes, là où se dressait le gibet de Montfaucon. Bien que la mise à mort des condamnés prît fin dès le XVIIe siècle, le gibet de potence ne fut démantelé qu'à partir de 1760, et ce, jusqu'à la Révolution française.
Le lieu des exécutions laissa aussitôt sa place à une vaste décharge à ciel ouvert, nommée voirie de Montfaucon, dans laquelle étaient épandus les ordures et les excréments issus des fosses d'aisances et collectés par les vidangeurs de Paris,. Autour de cet insalubre dépotoir s'était développé un faubourg regroupant divers établissements que leurs incommodantes activités maintenaient en marge de la capitale : fabricants de produits chimiques et d'engrais agricoles extraits des boues de la fosse, équarrisseurs, tanneurs et producteurs d'asticots à destination des pêcheurs. Le site était dans la première moitié du XIXe siècle, avant l'ouverture des abattoirs de la Villette, en 1867, le principal centre d'équarrissage parisien : chaque année, environ 12 000 chevaux et 25 000 petits animaux étaient abattus et leurs cadavres jetés dans la fosse,, si bien que les odeurs méphitiques qui s'en dégageaient se répandaient sur la capitale, comme le rapporte l'ingénieur Alphand :

« Les Buttes-Chaumont devinrent le réceptacle de toutes les immondices de Paris ; on y voyait encore, il y a quelques années, des établissements d'équarrissage et le dépotoir des vidanges, ce qui répandait des émanations infectes, non seulement sur les quartiers voisins, mais sur la ville entière, selon la direction des vents. »

— Adolphe Alphand, Les Promenades de Paris
Le sous-sol des Buttes-Chaumont, alors dénommées « Butte Saint-Chaumont », est exploité après la Révolution française, avec l'établissement de carrières de gypse et de pierres meulières, pour la construction des immeubles parisiens. Les carrières, qui se trouvaient à ce moment-là sur le territoire de l'ancienne commune de Belleville, sont exploitées jusqu'en 1860, année même de l'annexion de cette commune à la ville de Paris. Des chercheurs, tel que Georges Cuvier, ont mis au jour des fossiles de mammifères dans les carrières (dont le Palaeotherium, apparenté au cheval) datant de l'Éocène (il y a environ 35 millions d'années).

Les Buttes-Chaumont : un lieu de sinistre mémoire avant 1860
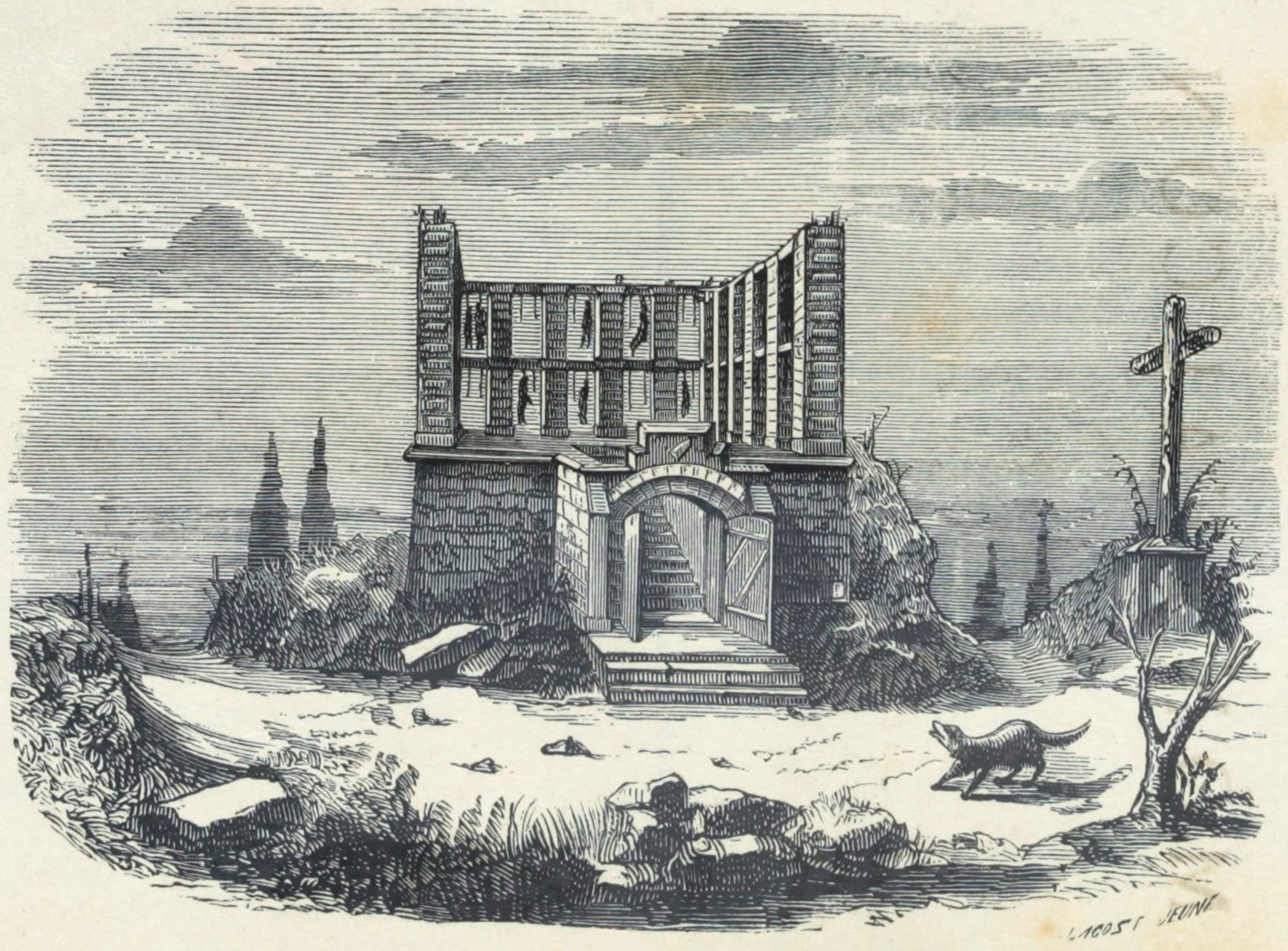
Le gibet de Montfaucon, lieu d'exécution de la justice d'Ancien Régime.
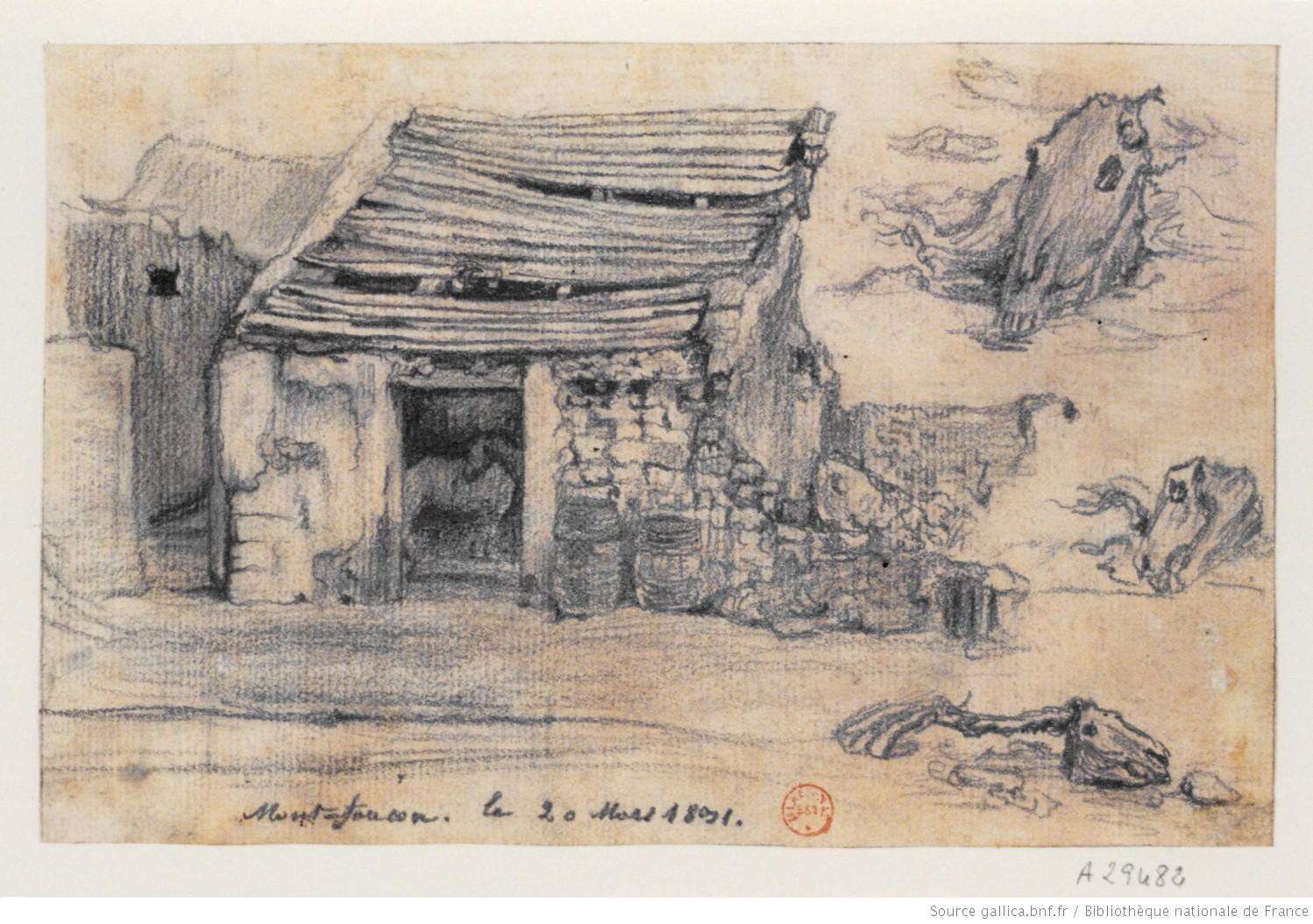
Établissement d'équarrissage de la voirie de Montfaucon et cadavres d'équidés, en 1831.
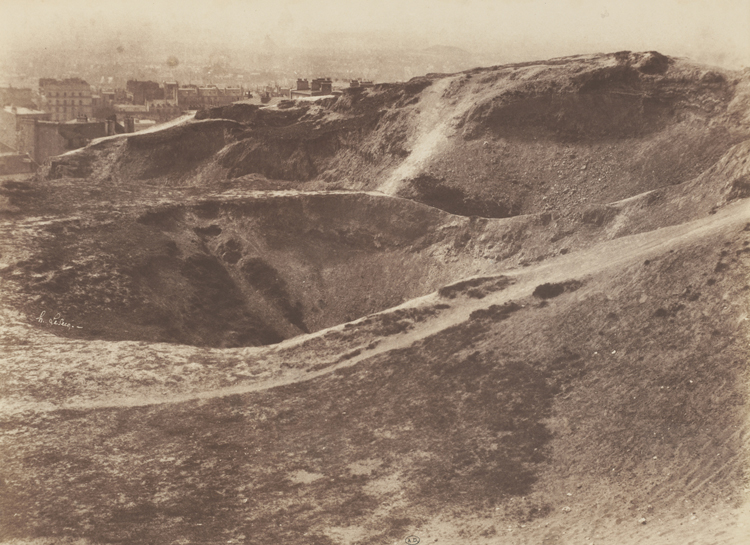
Carrières de gypse des Buttes-Chaumont, arides et dénuées de végétation, en 1852.
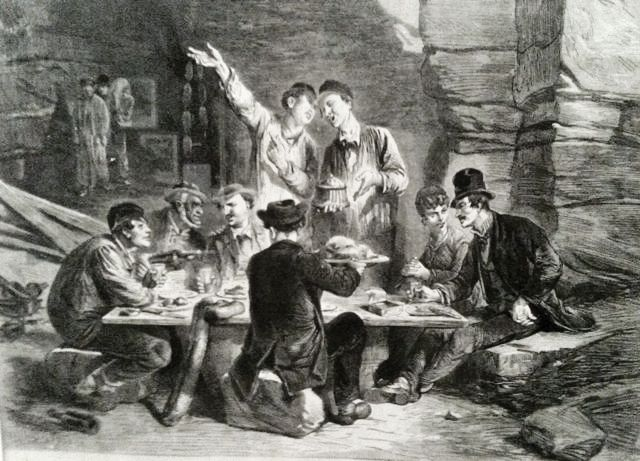
Le soir venu, les carrières d'Amérique, mal famées, s'emplissaient de gens nécessiteux.

### Projet d'aménagement paysager sous le Second Empire

#### Un parc urbain du nouveau réseau de promenades parisiennes
La transformation du site des Buttes-Chaumont en un parc urbain intervint dans le cadre des travaux parisiens décidés par l'empereur Napoléon III, dont la planification générale fut confiée au baron Haussmann, préfet de la Seine. En premier lieu, le choix d'un tel aménagement urbanistique découla de l'extension de la ville de Paris, qui mit un terme à l'activité d'extraction du gypse. En effet, celle-ci était frappée d'une interdiction sur le territoire de la capitale depuis le XVIIIe siècle ; aussi, les carrières, qui avaient été repoussées en périphérie de Paris, durent cesser leur activité dès que l'annexion des communes limitrophes prit effet, la juridiction parisienne s'étendant alors. L'emprise des carrières ne fut toutefois pas utilisable pour la construction, en raison des risques d'effondrement du sous-sol fragilisé par les fontis et la dissolution du gypse : aussi fut-il décidé d'y établir un parc.

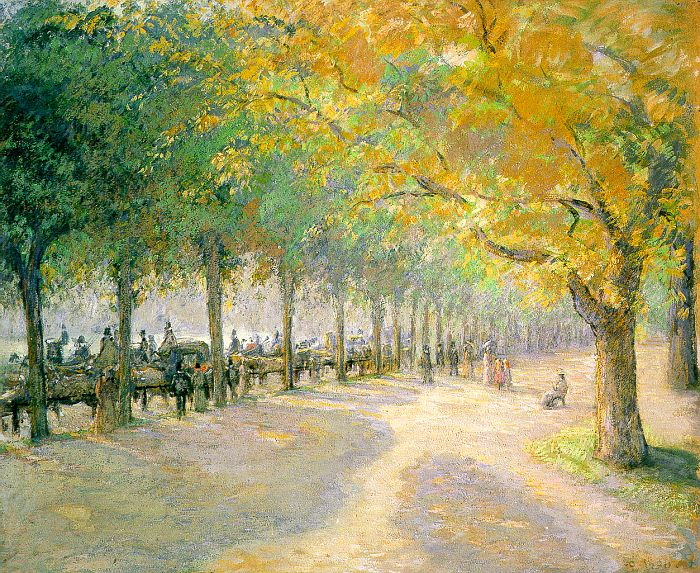
Les parcs londoniens, comme Hyde Park (peint ici par Camille Pissarro en 1890), inspirent la politique d'espaces verts de Napoléon III.

Outre ce motif, Napoléon III entendait doter Paris d'un réseau d'espaces verts, lesquels étaient au milieu du XIXe siècle assez peu nombreux dans la capitale française. Lors de son exil en Angleterre, l'empereur français avait été séduit par la qualité et l'efficacité des parcs londoniens, conçus sous l'influence des thèses hygiénistes : aussi désirait-il importer ce modèle en France. L'ensemble de ces jardins publics devait répondre à deux ambitions impériales : d'une part, offrir des lieux d'agrément et de promenade à tous les citadins, indépendamment de leur classe sociale ; d'autre part, métamorphoser Paris, cité alors « asphyxiée », en une ville verte, ce qui participait d'un dessein général d'assainissement et d'embellissement.
Les nouveaux espaces verts sont pensés pour s'articuler au sein d'un « système de promenades » hiérarchisé selon les dimensions de chacun d'eux. Ainsi, dans ce réseau qui se superpose aux autres réseaux techniques urbains, le parc des Buttes-Chaumont, comme les parcs Monceau et Montsouris, appartient aux parcs urbains, échelon intermédiaire entre les bois de Boulogne et de Vincennes, et les squares disséminés dans les quartiers parisiens.

#### Équipe du projet et phasage des travaux

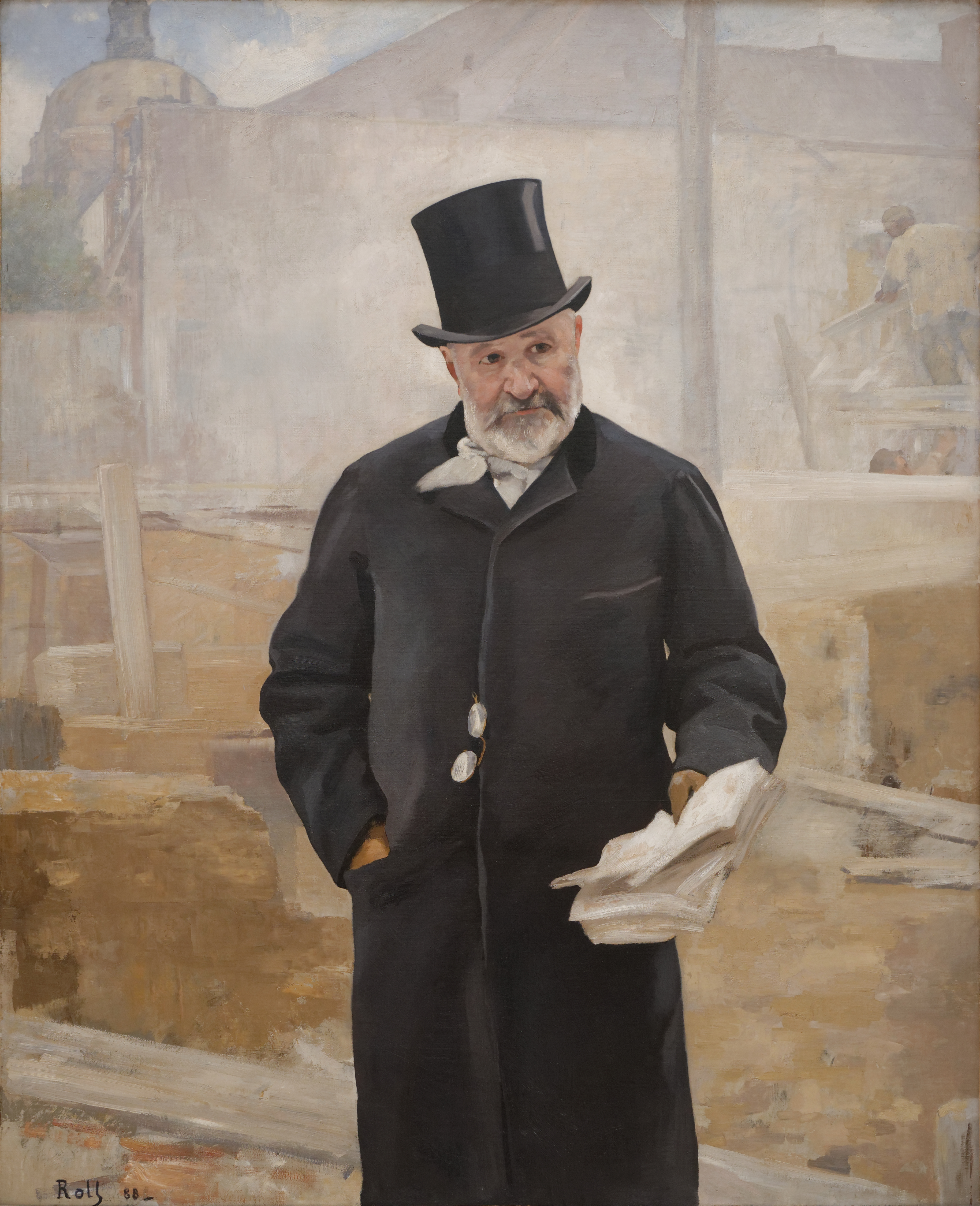
Portrait d'Adolphe Alphand, peint en 1888 par Alfred Roll. Ingénieur des Ponts et Chaussées, Alphand dirige la réalisation du parc des Buttes-Chaumont.

Le baron Haussmann charge Adolphe Alphand, chef du service des promenades et plantations de la ville de Paris, de mener à bien la conception et la réalisation du parc. Alphand, polytechnicien et ingénieur des ponts et chaussées, a acquis une célébrité certaine grâce à plusieurs aménagements paysagers dans la capitale française. Pour réaliser cette pièce maîtresse du « réseau des réseaux », il s'entoure d'une équipe d'ingénieurs et de paysagistes expérimentés. Jean Darcel, ingénieur des ponts et chaussées également, seconde Alphand : alors que celui-ci assure la gestion administrative du projet, Darcel en règle les détails techniques avec ses subordonnés. Placé sous ses ordres, le jardinier en chef Jean-Pierre Barillet-Deschamps rédige le projet et apporte son expertise dans le tracé des chemins, des vallons, et dans le choix des essences pour les plantations. Il est assisté par le paysagiste Édouard André, chargé de la conduite des travaux. L'architecte Gabriel Davioud crée les édifices, éléments d'architecture, ainsi que le mobilier du parc. Enfin, l'hydraulicien Eugène Belgrand, planificateur des réseaux d'assainissement de Paris, s'occupe de la conception des systèmes d'adduction et de circulation des eaux du parc.
La conception du projet et les travaux de construction s'étalent sur cinq ans. En 1862, la municipalité parisienne prend contact avec la Société civile des carrières du centre, propriétaire des buttes, pour acquérir les parcelles que le parc est destiné à occuper. Par un décret impérial daté du 22 juillet 1862, les terrains des Buttes-Chaumont sont déclarés d'utilité publique, ce qui permet à l'État de compléter les acquisitions par des expropriations. Les premières études, à savoir une note sur l'état du sous-sol, et le projet général rédigé par l'ingénieur Darcel, sont présentées au conseil municipal lors des séances des 18 et 25 juin 1863. Le modelage du relief constitue la première et la plus longue phase des travaux, lesquels sont initiés en 1864. Ainsi, Alphand rapporte que la première année a permis seulement de « dégrossir les terrassements ». Face à ces lenteurs, la direction du projet rappelle à l'ordre l'entrepreneur retenu pour le marché de nivellement. Les travaux de terrassement se poursuivent durant les années 1865 et 1866.
Le 20 novembre 1865, l'ingénieur Darcel dresse une nouvelle version du plan du parc, sans que les essences végétales retenues y soient précisées. En effet, bien que les plantations aient commencé sur la butte Puebla à la fin de l'année 1865, la majorité d'entre elles sont effectuées en 1866. Ces travaux paysagers et horticoles sont conduits en parallèle de l'aménagement des voies de circulation, lesquelles sont macadamisées entre 1866 et 1867, peu avant la date de livraison du parc.

#### Accueil du projet de parc
Le projet du parc des Buttes-Chaumont bénéficie, au cours de sa période de conception et de construction, de l'atmosphère plutôt enthousiaste qui entoure le programme d'aménagement d'espaces verts publics qu'Adolphe Alphand conduit dans la capitale française. L'architecte César Daly écrit au sujet des nouveaux parcs et jardins dans la Revue générale de l'architecture et des travaux publics : « Paris, de carrière de pierre, de moellon et de grès qu'elle était, se transforme en bouquet ». La Revue de Paris consacre à la nouvelle promenade parisienne quelques réflexions en novembre 1864, tandis que les travaux viennent d'être engagés plusieurs mois auparavant. La rédaction de la revue célèbre la transformation du lieu opérée par l'équipe d'Alphand :

« De ce roc pelé, où il n'y avait qu'une solitude désolante, sans un arbre, sans même un brin d'herbe, de ce mont chauve, les ingénieurs, les jardiniers, les hydrographes et les terrassiers sont en train de faire une oasis qui dépassera en beauté celle de la sultane Fatime, la fille chérie du prophète. »

— Revue de Paris
Cet engouement s'accompagne de multiples propositions formulées tant par des riverains que par des critiques d'architecture. Dans le même article publié dans la Revue de Paris, il est proposé d'ajouter au parc une « rangée d'arcades », afin de protéger des intempéries les promeneurs. Cette suggestion ne fut pas retenue, comme celle faite d'installer à l'entrée de la grotte des statues en pierre « d'animaux antédiluviens », jugée inconvenante par l'ingénieur Darcel. Une autre proposition est faite de créer une cascade semblable aux chutes du Niagara, mais ne rencontre pas davantage de succès. Seule l'intervention d'un particulier proposant de bâtir à ses frais un monument sur le belvédère semble retenir sérieusement l'attention des concepteurs, puisqu'ils lui demandent un projet dessiné. Celui-ci ne leur parviendra pas, mais cette proposition pourrait être à l'origine du temple de la Sibylle, absent du projet de 1863 mais rajouté aux plans de 1865.
Dans cette atmosphère plutôt favorable à la création du parc, quelques voix dissonantes s'élèvent toutefois. En 1865, l'écrivain Victor Fournel, opposant résolu au régime impérial, dans son ouvrage Paris nouveau et Paris futur, émet de sérieuses réserves envers la politique d'aménagement de nouveaux espaces verts. Le journaliste s'interroge sur la pertinence des travaux dirigés par Alphand, et en particulier de ceux du parc des Buttes-Chaumont, qu'il juge inopportuns eu égard aux difficultés techniques qu'impose la construction sur l'emprise des anciennes carrières. Ainsi, il attribue l'origine du projet à « l'imagination titanique » du baron Haussmann, qui selon lui aurait été précisément séduit par la complexité de l'entreprise. Fournel ironise sur le caractère « grandiose » du projet des aménageurs qu'il juge démesuré, en leur prêtant l'ambition de dépasser les jardins suspendus de Babylone :

« Il est évident que le souvenir de Babylone et des sept merveilles du monde, chantées sur tous les tons par les poëtes-badauds de l'antiquité, n'a pas été sans influence sur les embellissements de Paris. […] Les jardins suspendus de Babylone dépassés par les jardins anglais des buttes Montmartre et Chaumont, « admirable matière à mettre en vers latins, » pour un prochain concours ! »

— Victor Fournel, Paris nouveau et Paris futur
En particulier, l'écrivain dénonce le coût du parc, qu'il considère trop élevé :

« L'établissement d'un jardin anglais à triple étage sur la butte Montmartre offrant surtout des difficultés particulières, qui exigeront d'énormes dépenses, on peut parier avec quelque chance en sa faveur. Déjà des légions d'ouvriers sont installées aux buttes Chaumont et sur les carrières du Centre, comblées et nivelées, pour y installer à grands frais une promenade pittoresque et grandiose. »

— Victor Fournel, Paris nouveau et Paris futur
Selon l'ingénieur Alphand, qui expose dans Les Promenades de Paris le détail des dépenses, le coût de l'aménagement du parc s'élève à 3,4 millions de francs de l'époque. Cette somme, quoique inférieure aux montants avancés par Fournel, a attiré l'attention d'auteurs ayant étudié l'œuvre d'Alphand. Ainsi, l'historien Antoine Picon montre que le montant alloué aux travaux des Buttes-Chaumont représente un quart de celui utilisé pour le bois de Boulogne, alors que la superficie du parc est 34 fois moindre : cela traduit un investissement massif en faveur du parc.

### La Commune de Paris de 1871

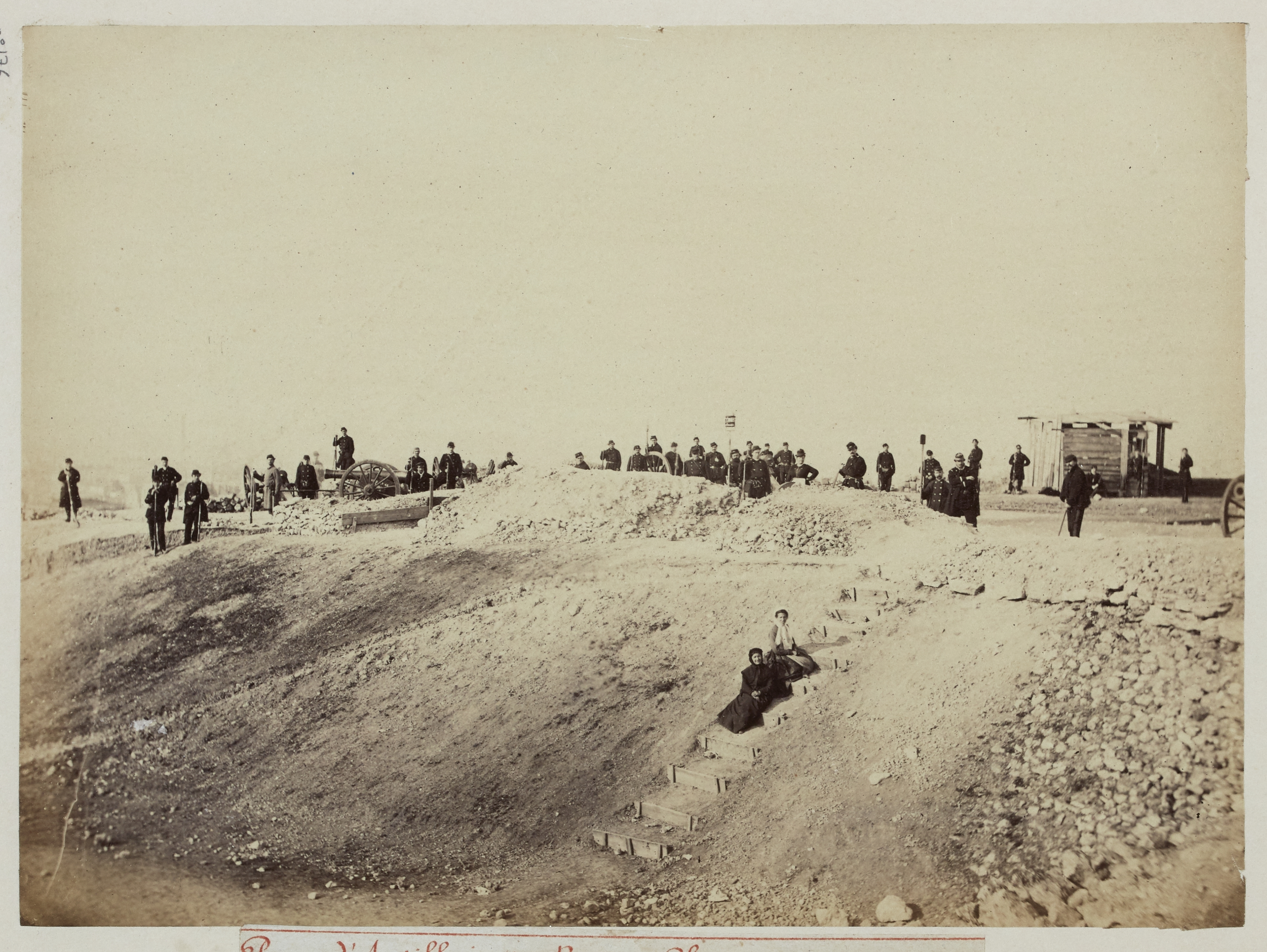
Parc d'artillerie des Buttes-Chaumont - 18 mars 1871 - Musée Carnavalet.

Lors de l'insurrection du 18 mars 1871, les ouvriers parisiens se sont insurgés en masse et ont dressé des barricades pour contrer l'attaque du gouvernement d'Adolphe Thiers qui, comme sur la butte Montmartre, a tenté de s'emparer des 52 canons et obusiers de la Garde nationale parisienne entreposés aux Buttes-Chaumont. Pendant la Commune de Paris de 1871, les Communards ont aménagé une batterie au sommet du parc. La batterie des Buttes-Chaumont a été l'un des derniers bastions des Communards qui, sous la direction de Gabriel Ranvier, ont bombardé les troupes de Thiers jusqu'au bout,.

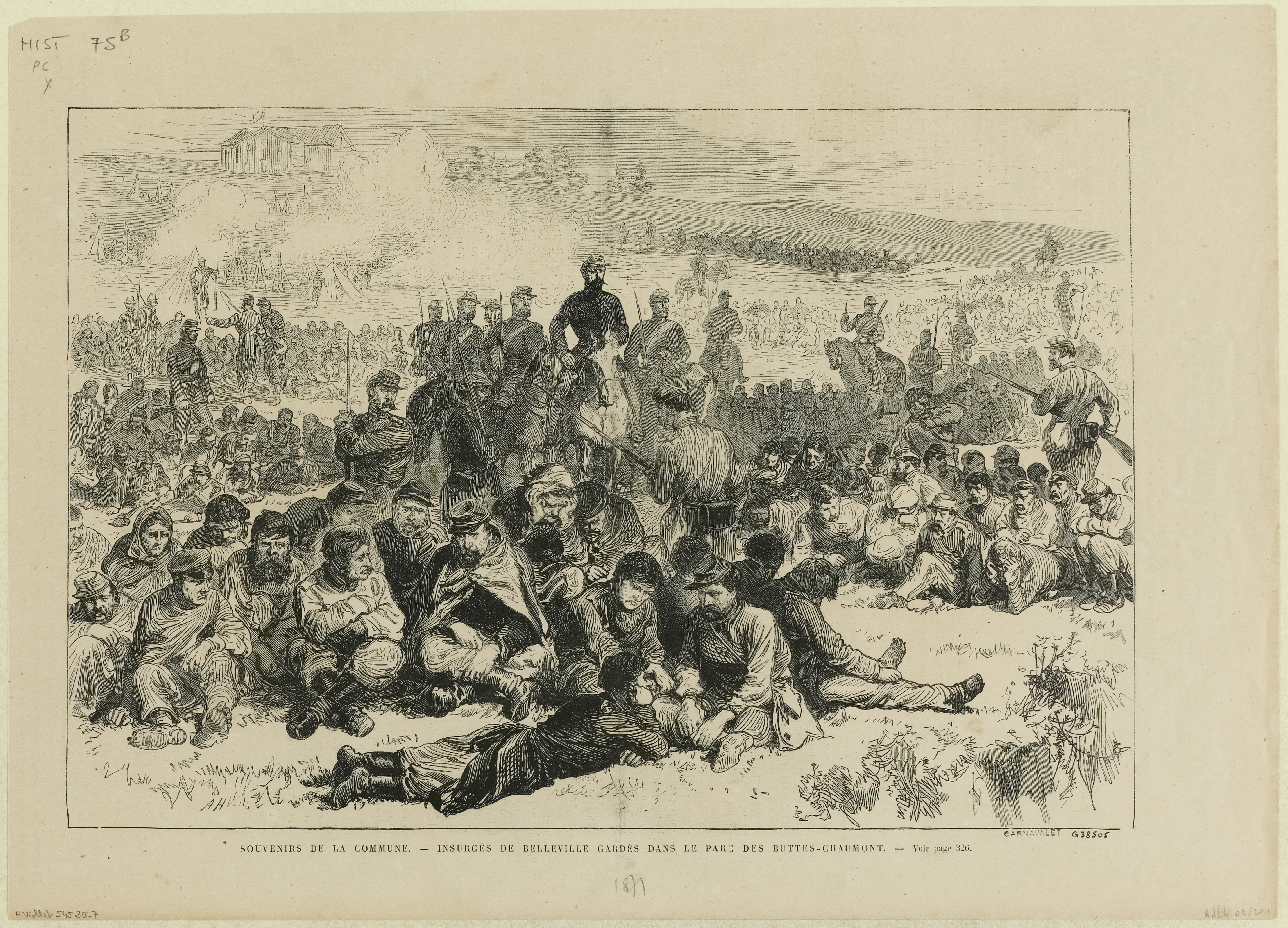
Prisonniers communards gardés par les troupes versaillaises dans le parc des Buttes-Chaumont.

Pendant la Semaine sanglante, les Versaillais ont transformé le parc des Buttes-Chaumont en abattoir. Sous les ordres d'Adolphe Thiers, de Patrice de Mac Mahon et de leurs officiers royalistes et bonapartistes, les Versaillais ont massacré avec une extrême cruauté plus de huit cents ouvriers sans arme (probablement des milliers) dont des femmes et des enfants,. Pas moins de quatre cents cadavres jetés au fond du lac du parc sont remontés d'eux-mêmes, ballonnés, à sa surface. Le parc a été transformé en immense incinérateur de cadavres,. Nombre d'entre eux ont été enterrés dans des puits abandonnés des rues adjacentes et des Carrières d'Amérique voisines (quartier d'Amérique, quartier de la Mouzaïa).

## Un jardin d'ingénieurs

### Travaux de terrassement
« Partout où cela a été possible, on a profité des accidents de terrain et des profondes excavations des anciennes carrières à plâtre, pour donner au parc l'aspect d'un paysage de région montagneuse. »

— Adolphe Alphand, Les Promenades de Paris
Aux Buttes-Chaumont, le paysage désolé et accidenté laissé par les anciennes carrières de gypse n'est pas seulement un obstacle au travail de conception de l'équipe d'Alphand : la topographie du lieu marquée par de fortes dénivellations constitue également un défi qui stimule l'inventivité des aménageurs, selon l'historienne des jardins Isabelle Levêque. Le dessein d'Alphand est d'imiter un paysage de montagne et dans la présentation du projet, deux zones sont distinguées et reçoivent des traitements différents.
Le secteur à l'ouest du parc, que Darcel qualifie de « mamelons de glaise », doit imiter un paysage préalpin de montagnes douces, à l'allure pittoresque et paisible. À cet effet, le relief original est remodelé : trois buttes sont conservées et les autres monticules sont arasés. Afin de conserver la vue du « panorama complet de Paris », l'équipe d'Alphand décide de surélever les buttes : la butte Puebla, d'une altitude nouvelle de 105 mètres, devient le point culminant du parc, tandis que la butte Fessart voisine est aménagée en un belvédère tourné vers Montmartre.
Pour le secteur situé au centre et à l'est du parc, dont le relief est plus tourmenté, Alphand et ses collaborateurs décident d'en faire un décor alpin, en tirant profit du front de taille des anciennes carrières à ciel ouvert. Le promontoire central est l'élément-clef du paysage, qu'Alphand présente comme un « énorme rocher » que les travaux ont permis de détacher du reste des buttes afin de constituer l'Île du Belvédère. Cette île ceinte par le lac est un monticule de gypse recouvert de marnes de très médiocre tenue. Aussi, les ingénieurs redessinent et adoucissent le front de taille afin de stabiliser les falaises. Les déblais produits par le creusement du lac sont réutilisés pour accroître la hauteur du promontoire, laquelle est doublée pour atteindre une trentaine de mètres. Les parois ainsi stabilisées évoquent d'une part les Alpes, mais également les falaises crayeuses de Normandie plongeant abruptement dans la mer. En particulier, le pic rocheux et l'arche, reliquats des carrières de plâtre, sont une référence claire à l'aiguille et à l'arche de la station balnéaire d'Étretat alors en vogue,. Selon l'historien Antoine Picon, cette allusion au littoral normand pourrait être due aux origines familiales de l'ingénieur Darcel, qui possédait un château à Hénouville,.
Un escalier de 173 marches pratiqué à l'intérieur du rocher permet de descendre jusqu'au lac. Il est actuellement fermé au public. Sur la rive sud du lac se trouve une grotte (une ancienne entrée d'une carrière souterraine). Elle mesure 14 m de large pour 20 m de haut et est décorée de fausses stalactites en ciment armé dont les plus grandes atteignent 8 m.

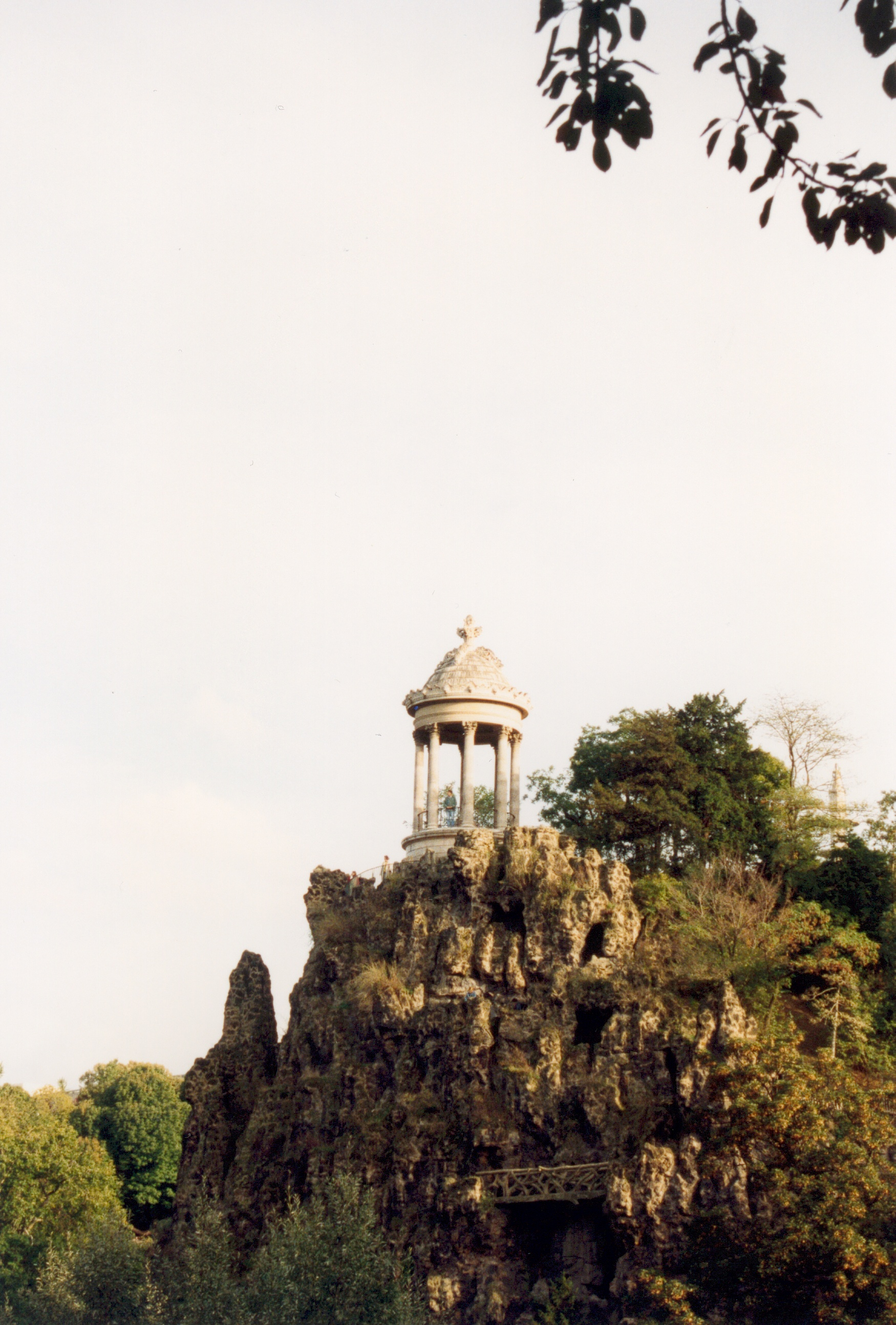
Vue sur le temple de la Sibylle, sur l'île.
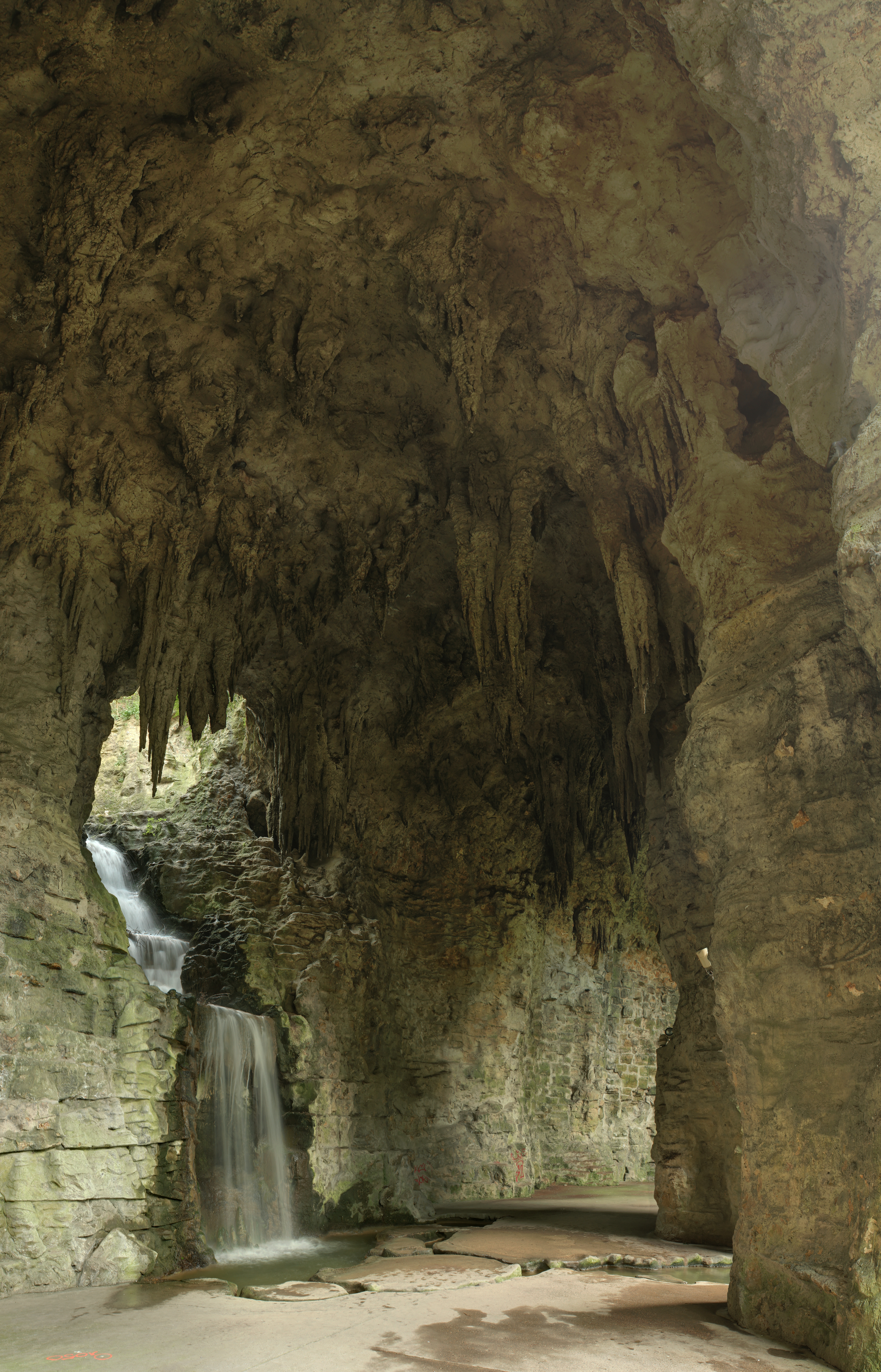
Vue de l'intérieur de la grotte.

Les travaux de création du relief occasionnent le recours à d'importants moyens humains et techniques, que certains historiens vont jusqu'à qualifier de « titanesques ». Ainsi, plus d'un millier d'ouvriers œuvrent aux opérations de terrassement, qui s'étalent sur deux années. En plus de cent chevaux, deux machines à vapeur sont employées pour faciliter le transport des matériaux des déblais et des remblais. À cet effet, une voie ferrée mobile d'une longueur cumulée de 5 kilomètres est posée. Les wagonnets amènent notamment 200 000 m3 de terre végétale prélevée sur le chantier des abattoirs de La Villette, afin de recouvrir le sol marneux pauvre et aride. L'historienne Isabelle Levêque montre que le volume de terrains et de roches déplacés lors du chantier atteint le million de mètres cubes,.

### La problématique circulatoire
La partie basse, au centre du parc, est occupée par un lac de 1,5 ha de forme grossièrement circulaire et d'environ 150 m de diamètre, au centre duquel s'élève une île escarpée de 30 m de haut.
Ce lac est alimenté par trois ruisseaux qui descendent les pentes du parc, le premier à l'ouest, le deuxième à l'est et le dernier au sud. Ce dernier ruisseau, alimenté par le bassin de la Villette, pénètre dans la grotte du parc sous la forme d'une cascade artificielle de 32 m de hauteur.

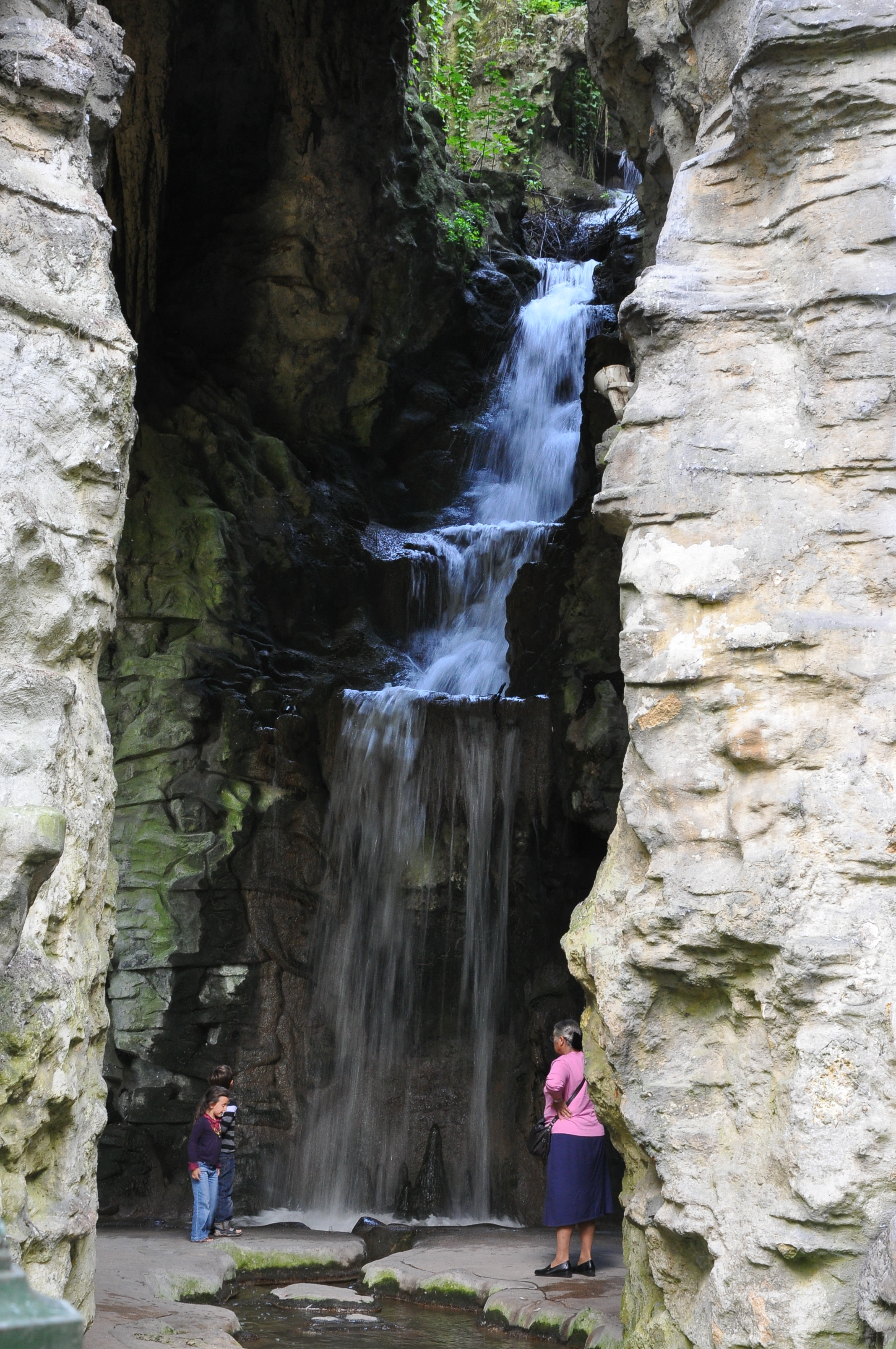
Cascade artificielle.
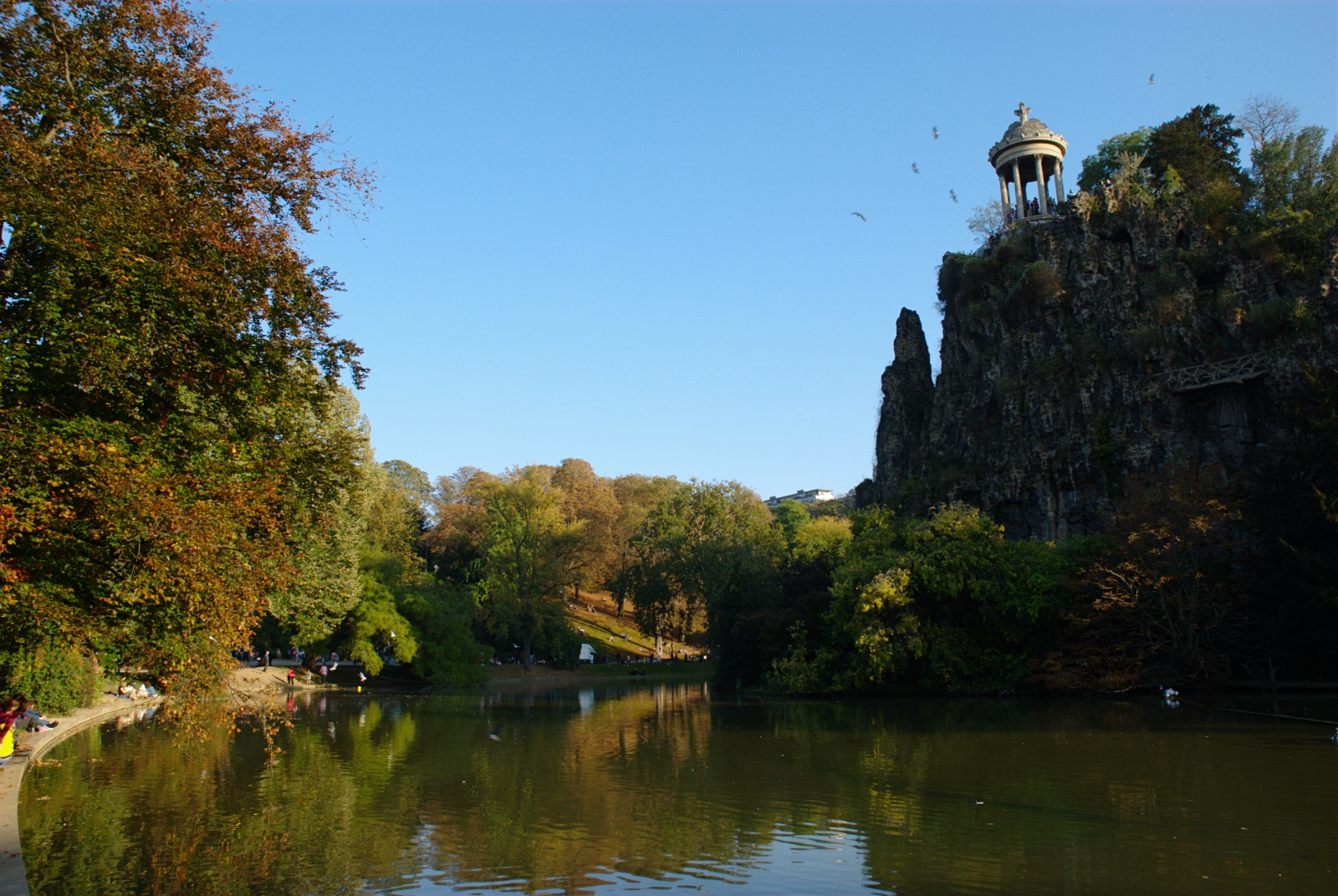
Le lac des Buttes-Chaumont, surplombé par l'île.

### Ouvrages d'art
La partie orientale du parc est traversée par la ligne de Petite Ceinture. La partie sud est en tunnel, mais la partie nord est en tranchée.
Le parc compte quatre ponts. Une passerelle suspendue, due à Gustave Eiffel (1867), dont la travée centrale atteint 65 m, enjambe le lac et permet de relier la rive à l'île du Belvédère. L'île est également reliée au reste des buttes par un pont en maçonnerie de pierre de 12 m de portée et de 22 m de hauteur, composé d'une seule arche en plein-cintre. Dès les années 1900, il est fait mention du fort nombre de suicides commis depuis cet ouvrage, ce qui lui vaut le surnom de pont des Suicidés. Un pont en béton franchit la ligne de Petite Ceinture, près de la rue de Crimée, et auparavant, une passerelle métallique, aujourd'hui démontée. Enfin, un pont situé au niveau de la porte Sécretan relie les buttes Puebla et Fessart. Surnommé pont Eiffel, du nom de son concepteur, il s'agit d'un ouvrage à treillis métallique et voûtains de briques, dont les culées sont en maçonnerie de moellons de pierres meulières.

Ouvrages d'art
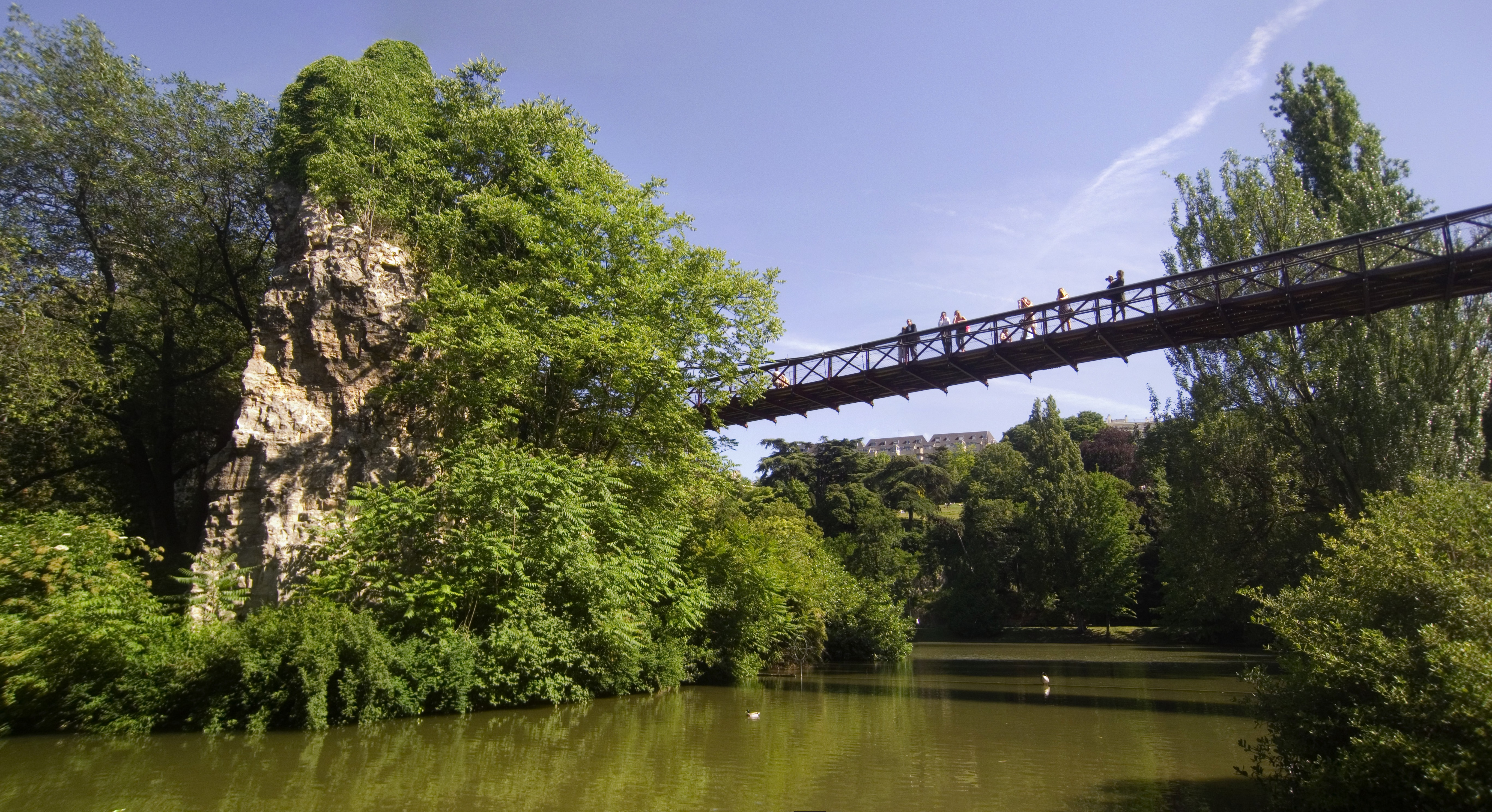
Passerelle suspendue.
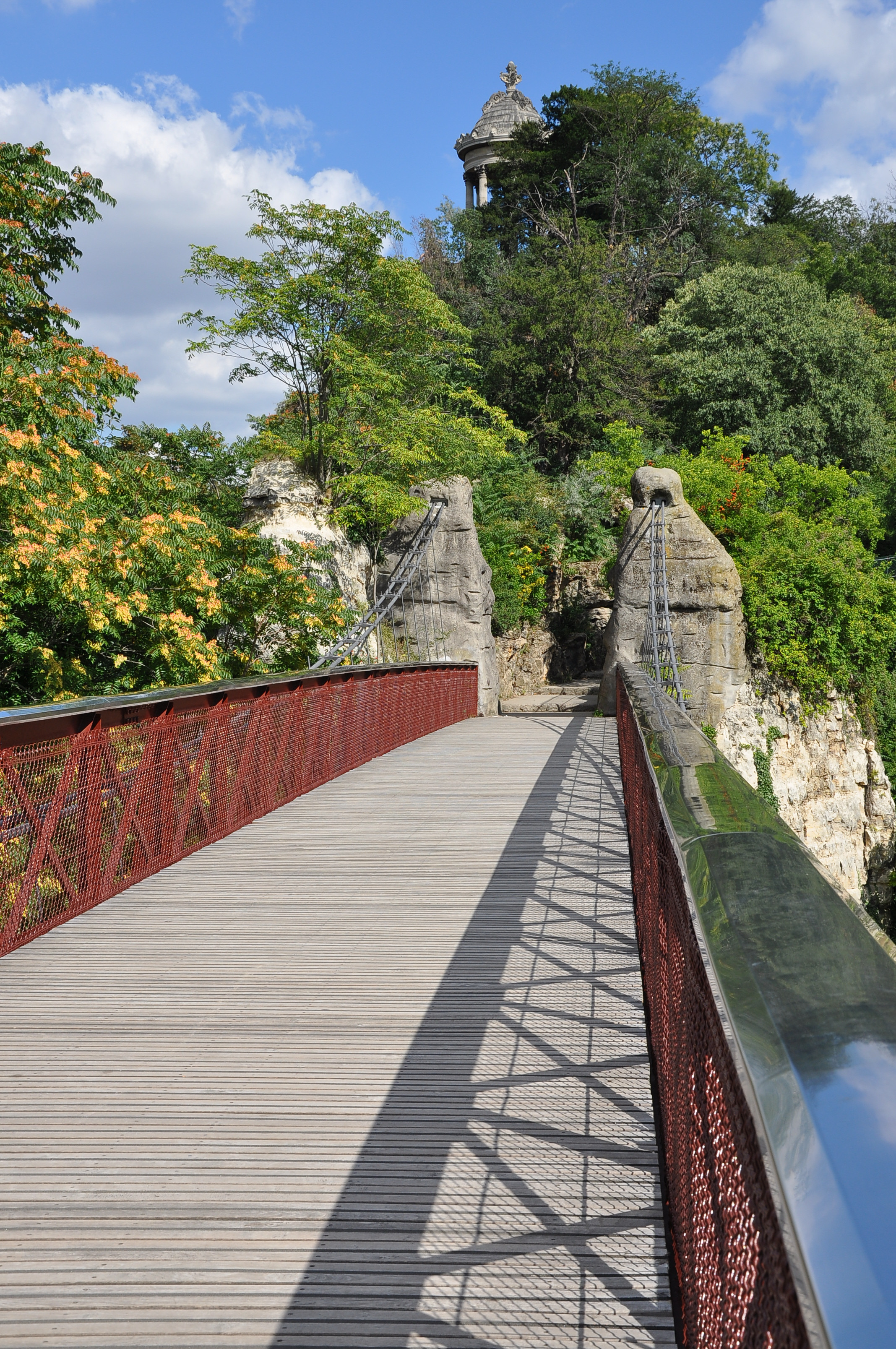
Platelage de la passerelle suspendue.
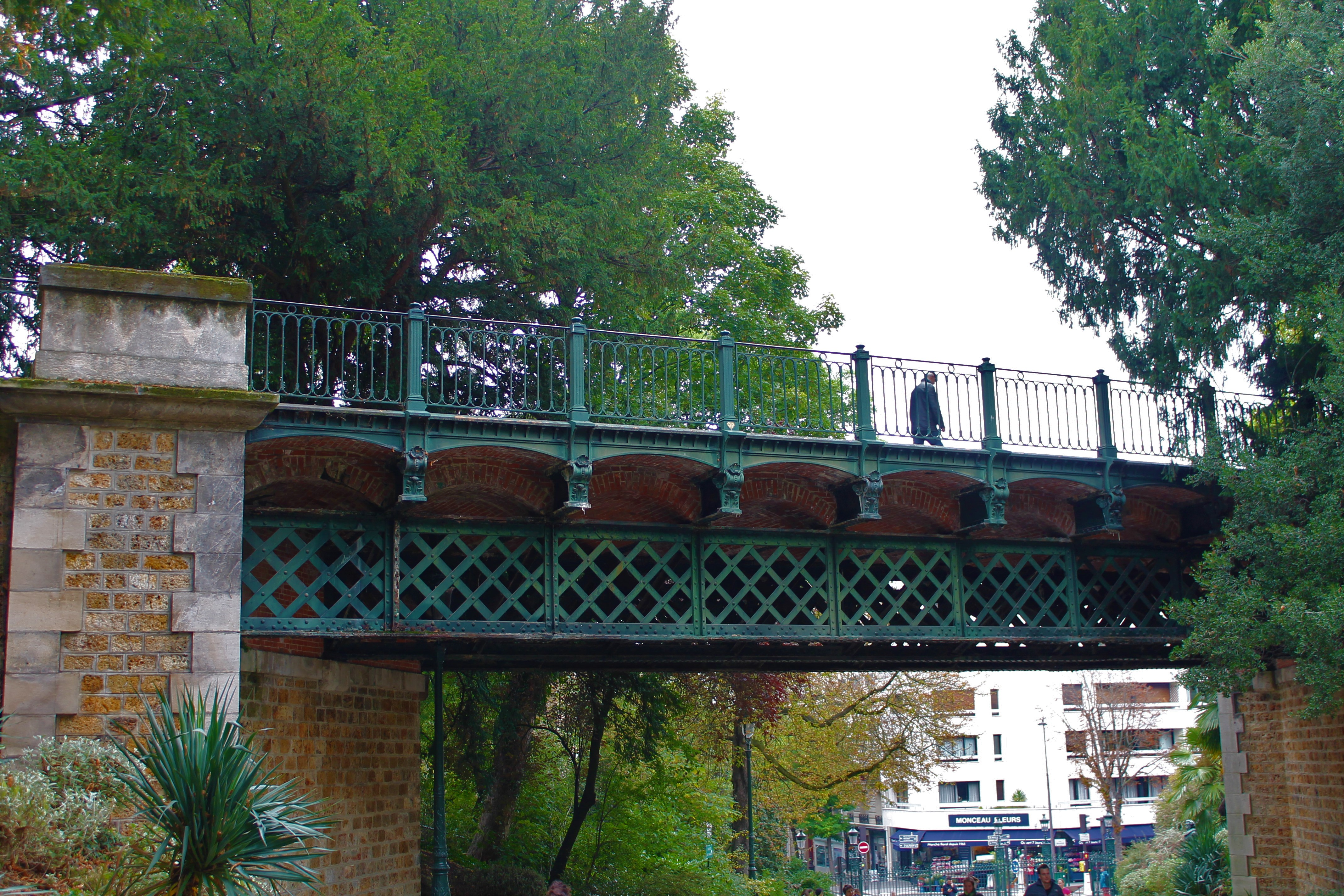
Pont Eiffel.

### Aménagements architecturaux
Divers éléments d'architecture et bâtiments conçus par l'architecte Gabriel Davioud viennent s'insérer dans le paysage vallonné du parc. L'élément architectural central est le temple de la Sibylle, trônant au sommet du monticule de gypse de l'Île du Belvédère, que Davioud construisit également au bois de Vincennes, sur l'Île de Reuilly. Assis sur un massif rocheux artificiel en pierres à trou du Jura et abritant un podium, le temple est une rotonde dont les huit colonnes appartenant à l'ordre composite supportent une coupole en pierre couronnée d'un fleuron néogothique en pomme de pin. Plusieurs frises à motifs de feuille d'acanthe et têtes de lion ornent en outre la structure. Davioud en fit ainsi la seule construction du parc de style néoclassique, usant des codes usuels de l'architecture de l'Antiquité, tant grecque que romaine : plusieurs auteurs ont à cet égard souligné la ressemblance du temple de la Sibylle avec, d'une part, le temple de Vesta à Tivoli, et d'autre part, le monument de Lysicrate, à Athènes,.

Le temple de la Sibylle, une référence à l'architecture gréco-romaine
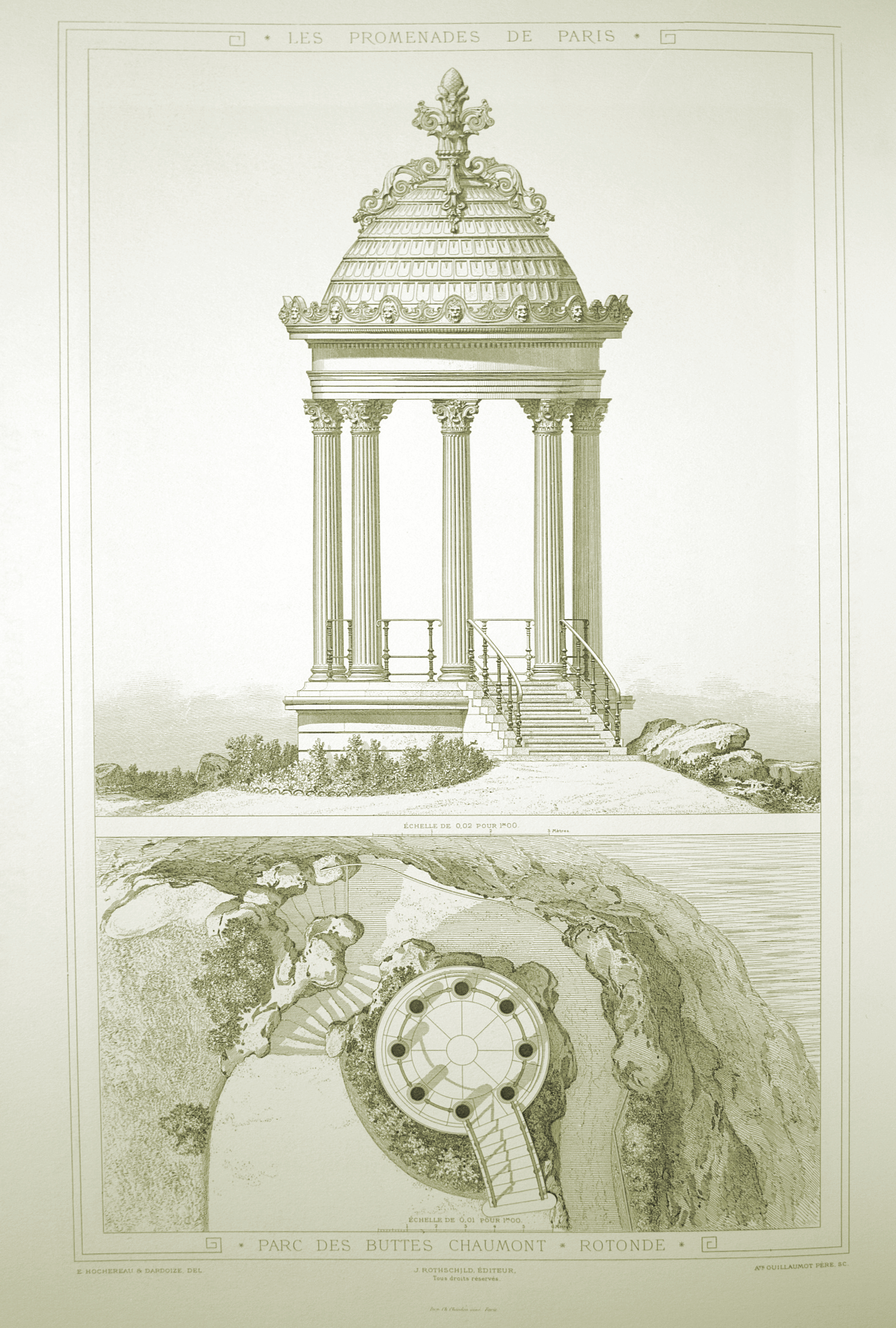
Plans du temple de la Sibylle.
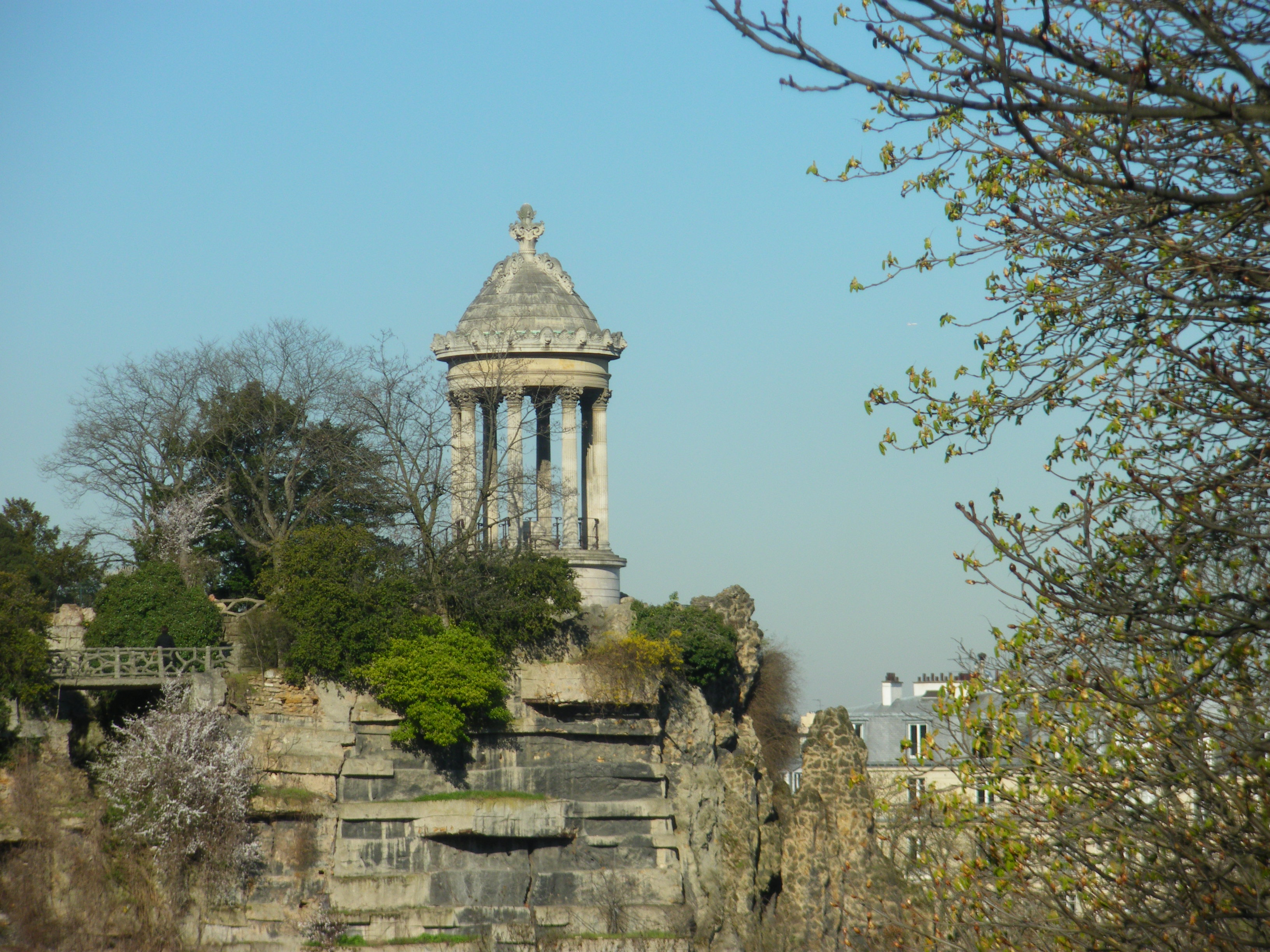
Le temple de la Sibylle, sur l'Île du Belvédère.
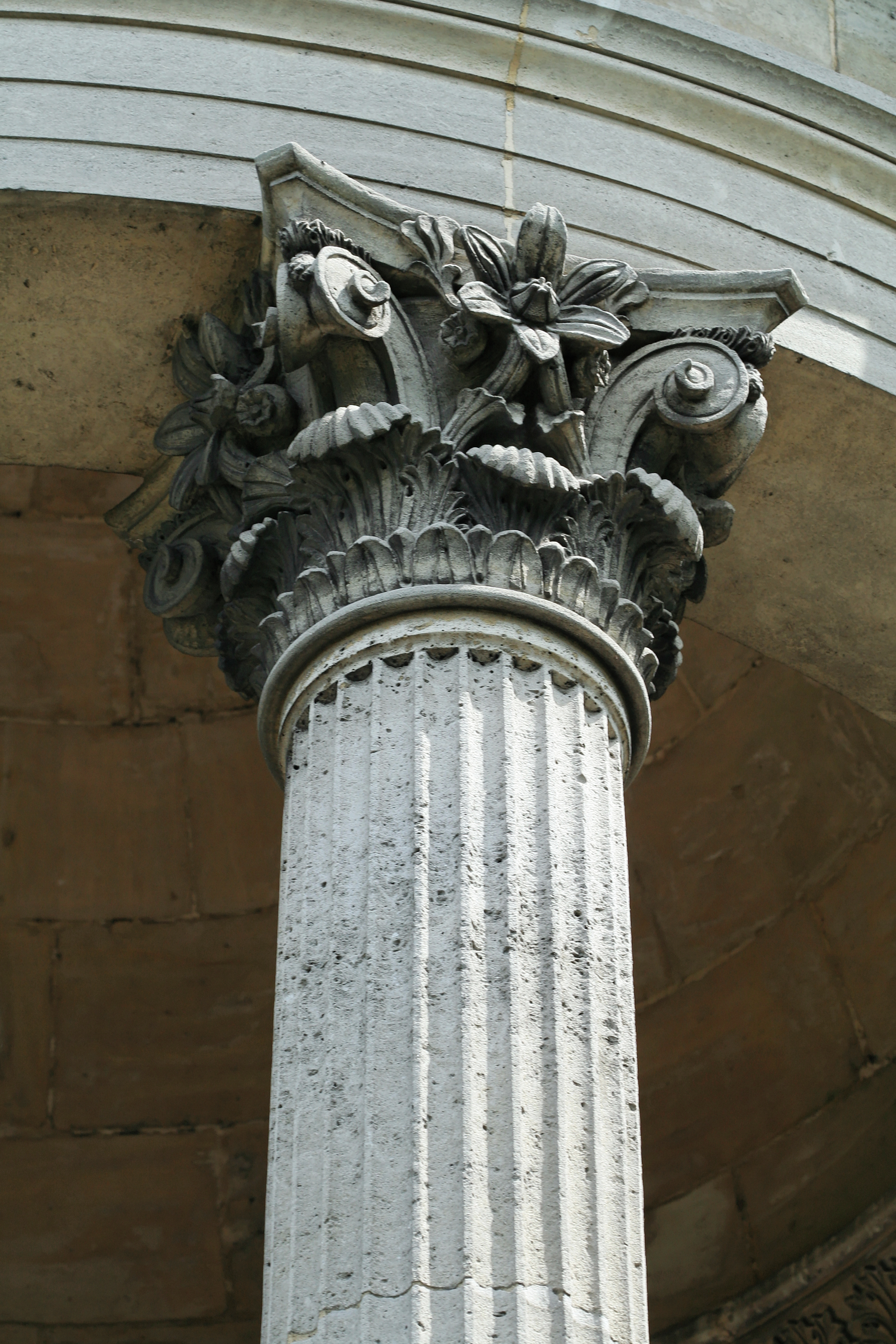
Colonne d'ordre composite du temple.
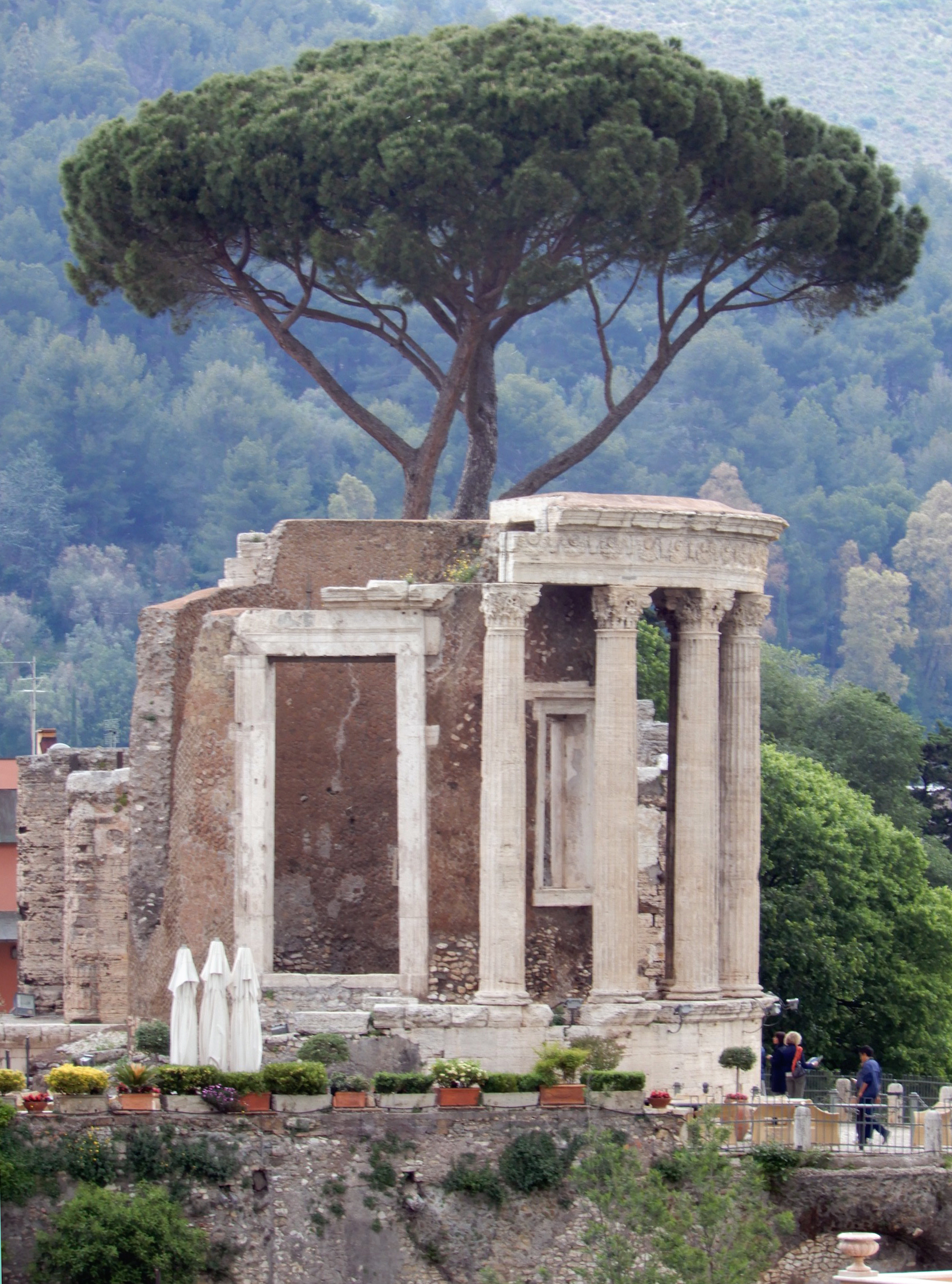
Le temple de Vesta, à Tivoli.
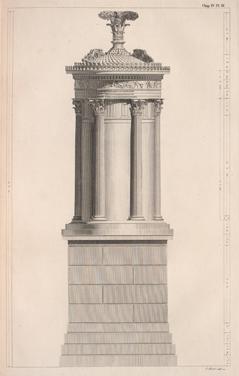
Le monument de Lysicrate, à Athènes.

Chacune des six principales entrées du parc se trouva flanquée d'un pavillon de garde que Davioud dessina, en adoptant un genre rationaliste tranchant avec ses réalisations au bois de Boulogne, lesquelles appartenaient au style « parc de château ». Les pavillons se rattachent à l'architecture industrielle, caractérisée par l'usage de motifs en briques et d'un matériau nouveau alors, la céramique colorée. En outre, l'architecte conçut trois « chalets-restaurants » en des points du parc offrant différentes perspectives aux promeneurs : le Pavillon du Chemin de Fer, situé sur la butte percée par le tunnel de la ligne de petite ceinture, actuellement exploité sous le nom de Rosa Bonheur par une société cinématographique, ; le Pavillon Puebla, sur le flanc de la butte Puebla ; enfin, le Pavillon du Lac, placé en haut d'une butte plongeant sur le lac du Belvédère. Le style retenu par Davioud tend à être en harmonie avec les paysages alpins que l'équipe d'Alphand avait pour ambition de recréer, empruntant principalement à l'imaginaire architectural des chalets suisses. Les colonnades et arcades en briques polychromes soutenant une loggia témoignent pour leur part d'une influence des villas du nord de l'Italie, qui, si elle est plus diffuse, demeure perceptible, notamment s'agissant du Pavillon du Lac.

Influence de l'architecture suisse et italienne
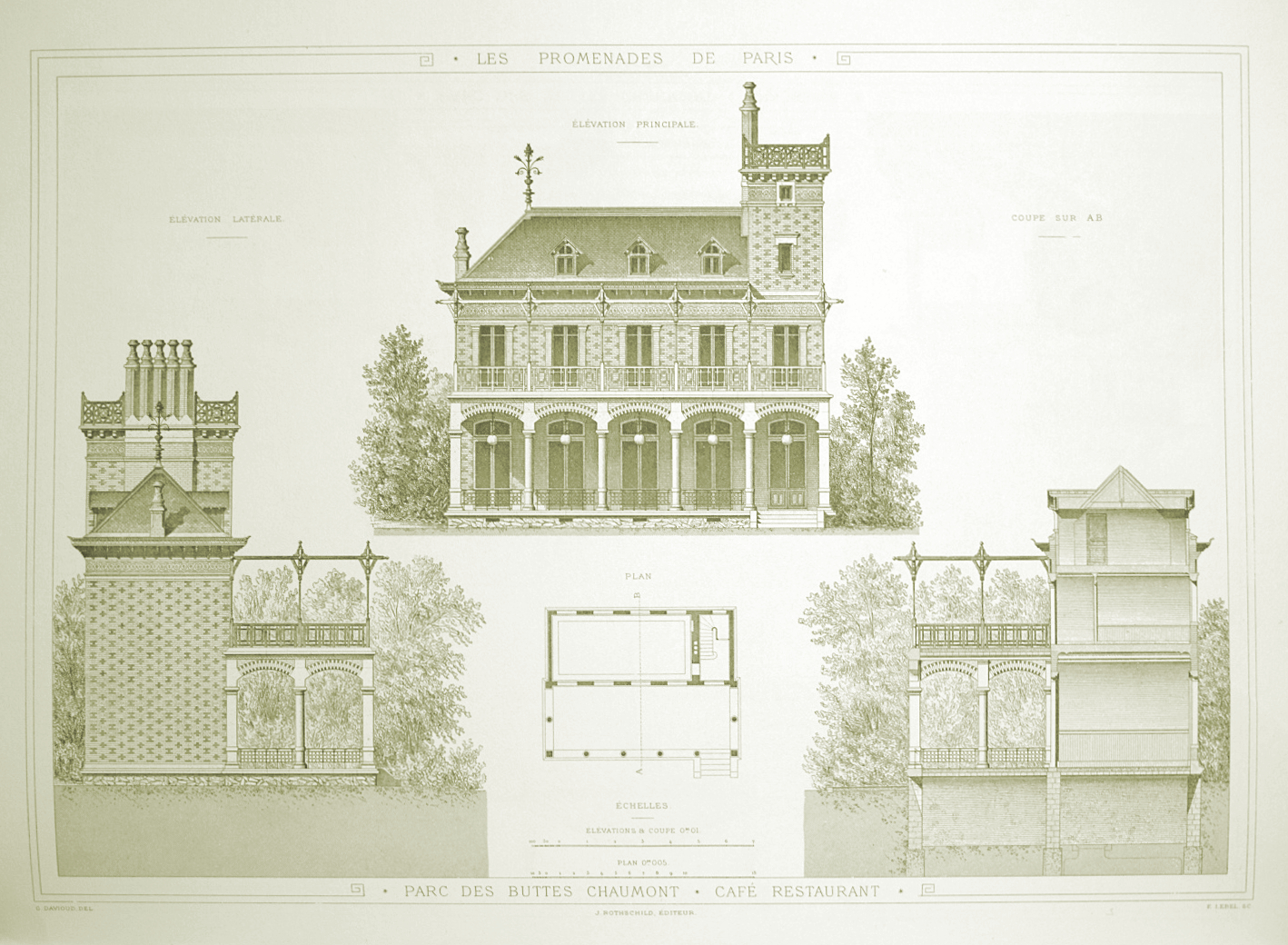
Plans du Pavillon du Lac selon Davioud, dans Les Promenades de Paris.
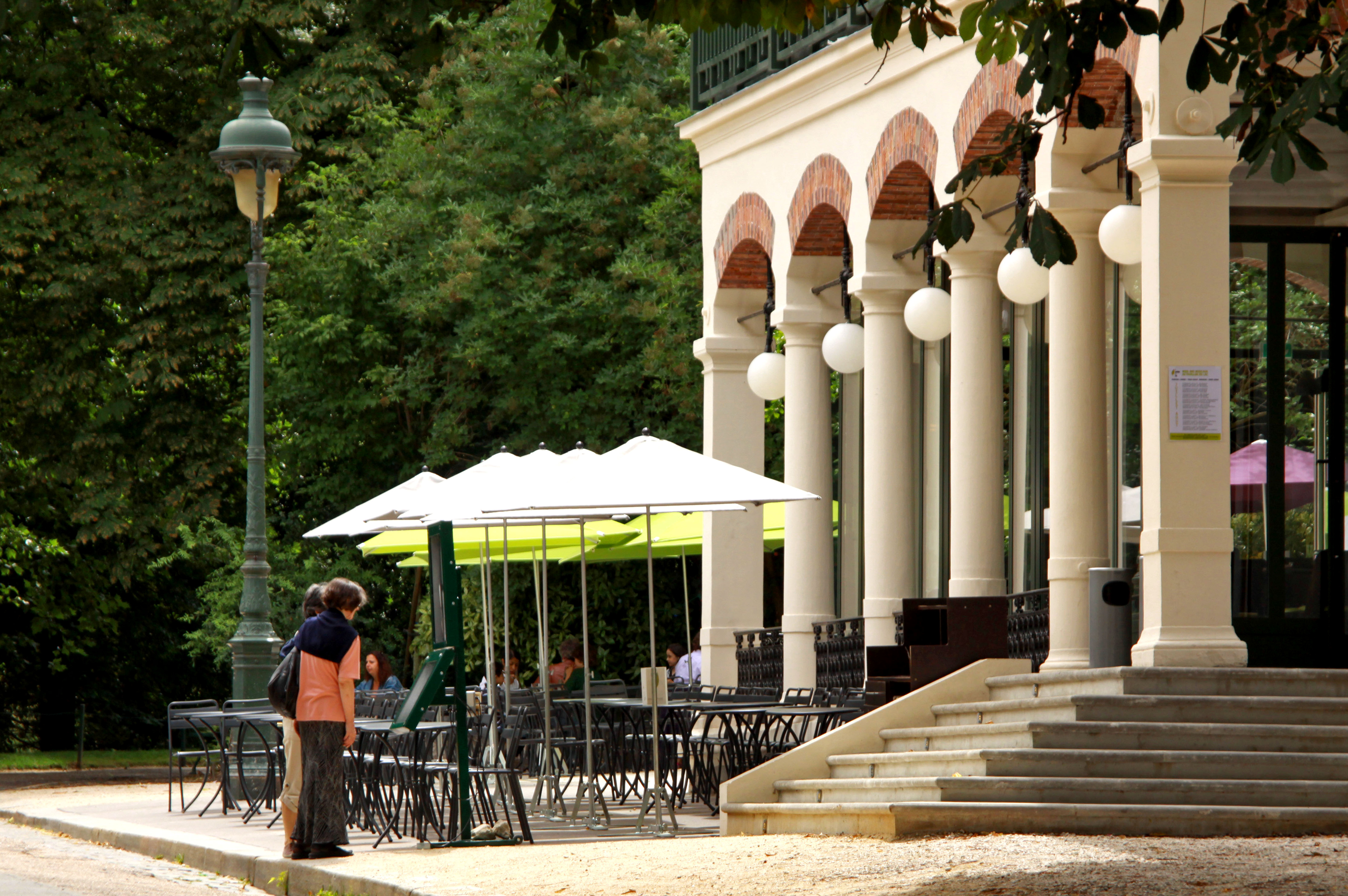
La terrasse du restaurant du Pavillon du Lac, au printemps.
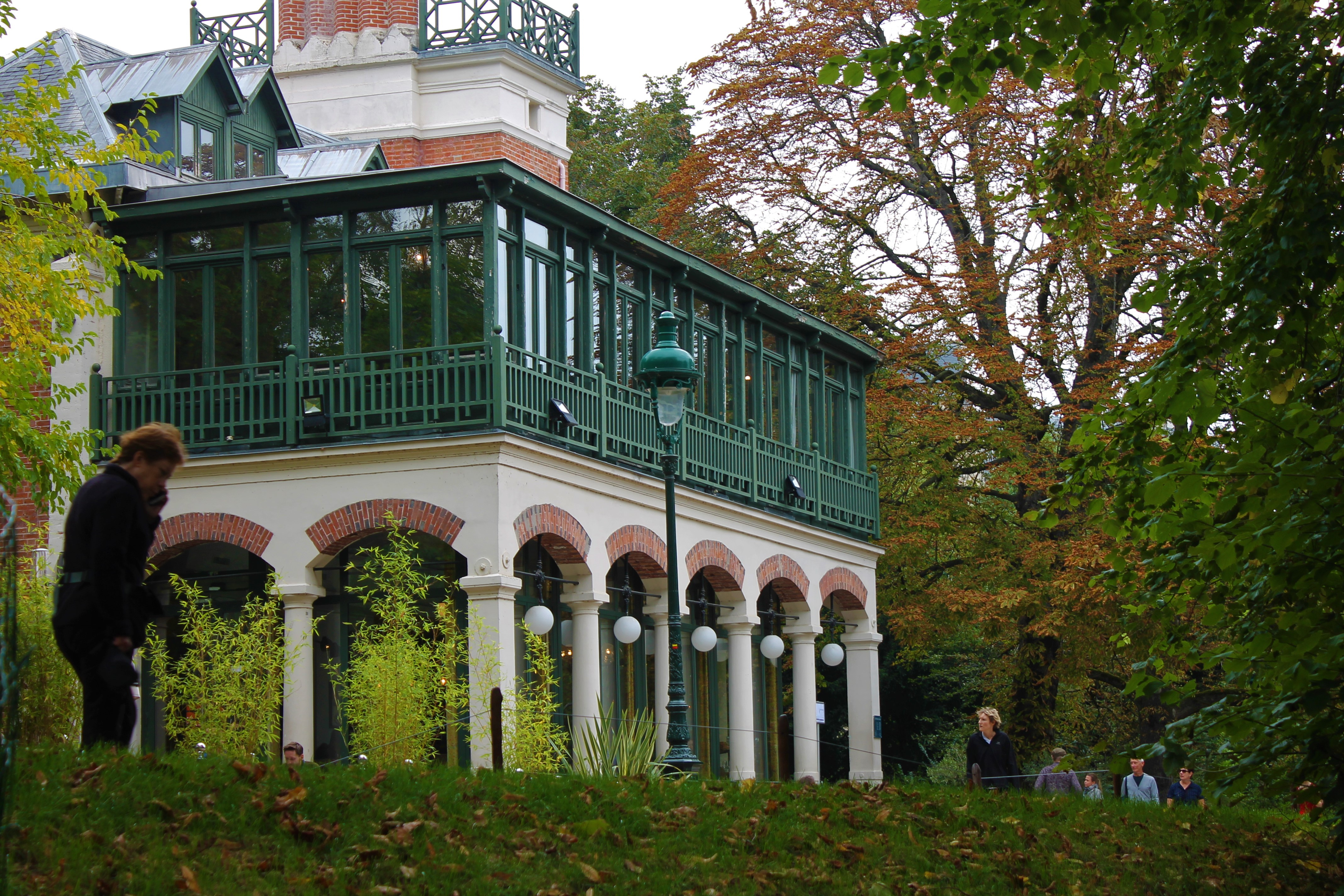
Colonnades, arcades et loggia traduisent l'influence de l'architecture du nord de l'Italie.
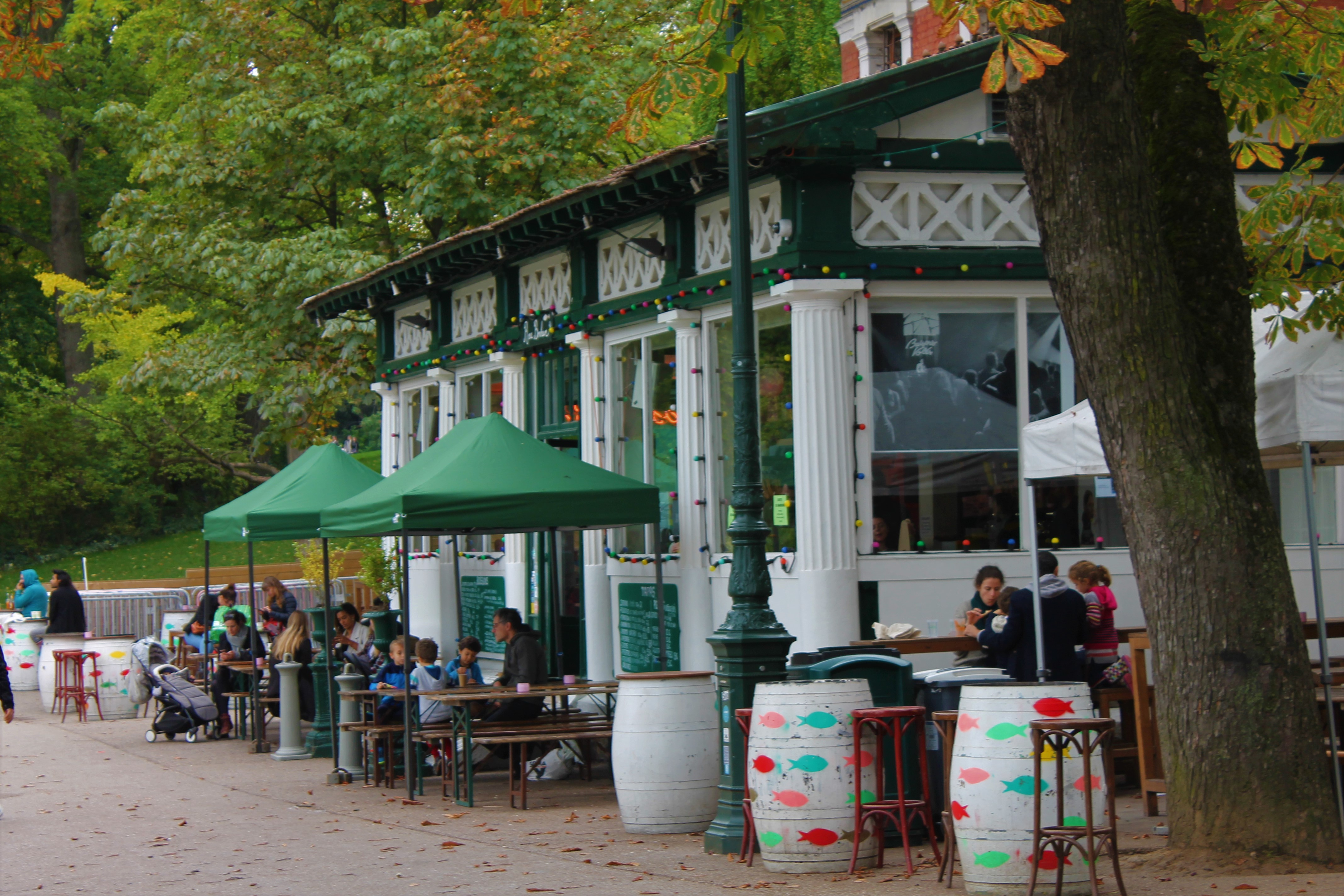
Le Rosa Bonheur, guinguette occupant un chalet inspiré de l'architecture suisse.

Deux théâtres de Guignol sont également présents : le théâtre guignol Anatole et le Guignol de Paris.
Le parc ne comporte que quelques statues :
- Buste de Clovis Hugues ;
- L'Égalitaire ;
- Pan, Fanis Sakellariou.

En 1900, dans le parc étaient exposées les statues suivantes :
- Le Chasseur d'aigles, d'Edmond Desca ;
- Au loup !, de Louis-Auguste Hiolin ;
- Le Gué, de Camille Lefèvre (1884) ;
- Le Pilleur de mer, statue en bronze de Pierre-Marie-François Ogé acquise par la Ville de Paris. Sous le régime de Vichy, elle a été enlevée pour être fondue, dans le cadre de la mobilisation des métaux non ferreux. La réplique en plâtre se trouvait dans l'ancien musée de Saint-Brieuc ;
- Sauvé, de Roland.

## Biodiversité

### Flore

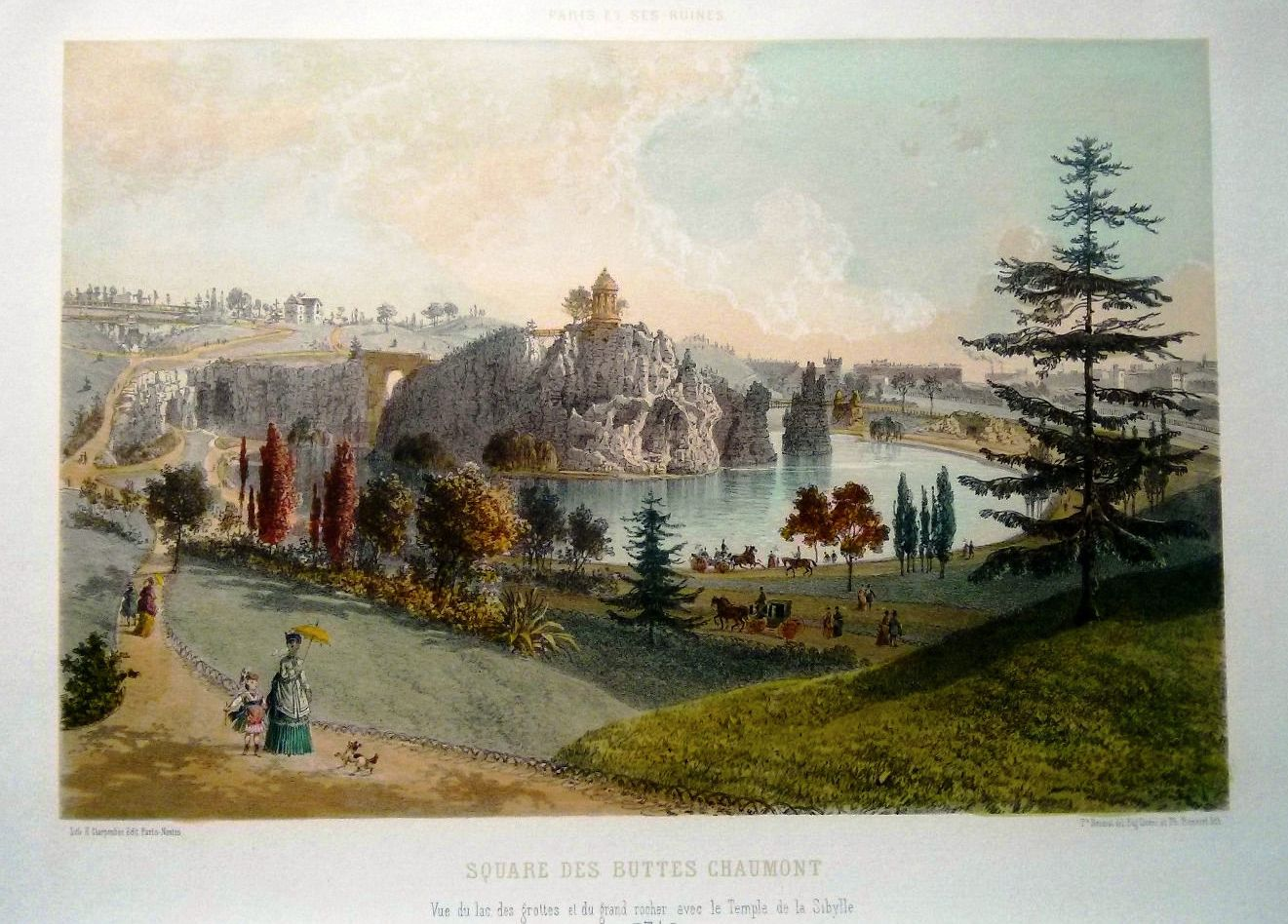
Le parc et ses arbres en 1871.

Ce parc contient des plantations très variées, c'est le parc public parisien le plus riche en essences forestières, dont notamment un sophora, dont les branches se penchent vers les eaux du lac, un platane d'Orient, planté en 1862 (6,35 m de circonférence), un févier d'Amérique, un noisetier de Byzance, deux ginkgos bilobas, un orme de Sibérie, un cèdre du Liban planté en 1880…

### Faune
Le parc est peuplé de nombreuses espèces d'oiseaux : corneille, moineau domestique, Pigeon ramier et pigeon des villes sont les plus connus. Parmi les autres espèces courantes : étourneau sansonnet, pie bavarde, merle noir, mésange charbonnière, mésange bleue, verdier d'Europe, pinson des arbres, rouge-gorge familier, sittelle torchepot, troglodyte mignon et accenteur mouchet. Au printemps les rejoignent fauvette à tête noire, martinet noir, gobemouche. Il n'est pas rare de voir ou d'entendre la mésange à longue queue, le grimpereau des jardins, le pic vert et épeichette, les roitelets, le pigeon colombin, la grive musicienne, le geai des chênes, l'hirondelle de fenêtre, le pouillot véloce, le faucon crécerelle, l'épervier d'Europe et la chouette hulotte.
Le lac abrite plusieurs espèces aquatiques : gallinule poule d'eau, canard colvert et de Rouen, canard de Barbarie, canard pilet, héron cendré, goéland argenté et mouettes rieuses (en hiver surtout), ainsi que des espèces exotiques : tadorne casarca, bernache du Canada, oie à tête barrée. On peut aussi y observer la bergeronnette des ruisseaux et, parfois, un martin-pêcheur d'Europe.

## Du Second Empire au parc actuel

### Inauguration et accueil du parc
Le parc est inauguré le 1er avril 1867, dans le cadre de l'Exposition universelle qui débute le même jour.

### Première Guerre Mondiale
Le 30 janvier 1918, durant la première Guerre mondiale, le parc des Buttes-Chaumont est touché lors d'un raid effectué par des avions allemands.

### Aménagements postérieurs
En 1906, une statue en bronze du révolutionnaire Jean-Paul Marat est transférée du jardin du musée Carnavalet dans ce parc, et y restera jusqu'à la Seconde Guerre mondiale où elle est fondue. Grâce à un plâtre d'origine retrouvé, une nouvelle statue a été refaite en 2012 et trône depuis devant l'entrée du musée de la Révolution française à Vizille.
En 1918, un stade est construit au sud-ouest du parc, le stade Bergeyre. Il est démoli en 1926 afin de laisser place à un lotissement d'habitations, l'actuelle butte Bergeyre.

### Entretien
Depuis quelques années, à l'instigation des élus écologistes (Verts) parisiens, la gestion du parc a été modifiée. C'est ainsi que certaines parties des pelouses ne sont plus tondues aussi régulièrement ni avec les mêmes matériels, mais fauchées afin de permettre à une flore plus diversifiée de s'installer. Les jardiniers ont acquis un petit tracteur de montagne qui leur permet de faire ces opérations sur les pentes fortes du parc.
Voir l'article Espaces verts écologiques.

## Œuvres utilisant le décor du parc

### Cinéma et télévision
- 1981 : La Femme de l'aviateur d'Éric Rohmer
- 1997 : On connaît la chanson d'Alain Resnais
- 2003 : Après vous de Pierre Salvadori[36]
- 2015 : Love de Gaspar Noé
- 2019 : Vif-Argent de Stéphane Batut
- 2019 : Huguette d'Antoine Garceau

### Littérature et bande dessinée
- La bande dessinée Tous des monstres !, de Jacques Tardi
- Le roman Le Paysan de Paris, de Louis Aragon
- Le roman Vernon Subutex, 2, de Virginie Despentes.

### Télévision
- La série Les Brigades du Tigre, épisode « Le complot » de la saison 5, scène de l'assassinat du banquier
- Le sketch des Inconnus « Les Bijoux de Cherbourg », parodie des « Parapluies de Cherbourg ».
- La série Skam France se sert régulièrement du parc comme décor.
- La série L'Art du crime, saison 2, enquête numéro 2.
- La série La Vie devant nous utilise régulièrement le parc comme décor dans les premiers épisodes.

## Lieux de mémoire
- Stèle en mémoire des enfants juifs du 19e arrondissement, déportés et assassinés dans les camps de la mort[37]
- Plaque de la Commune de Paris, sur les grilles du parc, place Roger-Madec[38]
- Plaque commémorative du résistant Domingo Tejero Pérez, sur les grilles du parc, au 6, rue Manin[39]

## Faits divers
- La filière des Buttes-Chaumont est une filière jihadiste démantelée en 2005 et dont les membres ont été jugés en 2008. Son but était d'organiser l'envoi de jihadistes en Irak vers la branche irakienne d'Al-Qaïda. Farid Benyettou, prédicateur islamiste, emmenait ses disciples au parc des Buttes-Chaumont pour « faire du jogging en guise d'entraînement physique ».
- Le 13 février 2023, des élagueurs intervenant aux Buttes Chaumont trouvent des sacs plastiques contenant les restes d’un corps de femme. D'autres restes sont retrouvés le lendemain près de la voie ferrée, lors d’une battue. La victime est identifiée le surlendemain : une femme de 46 ans, Assia Matoug, résidant avec son mari et ses trois enfants à Montreuil[40],[41]. Le 24 février 2023, son mari avoue le meurtre de sa femme.
- Le 15 juillet 2024, dans le cadre des JO, la flamme olympique a traversé le parc grâce à plusieurs relayeurs, notamment le boxeur français Souleymane Cissokho[42].

## Galerie photos

Le lac des Buttes Chaumont vu du bord du temple de la Sybille en août 2006.
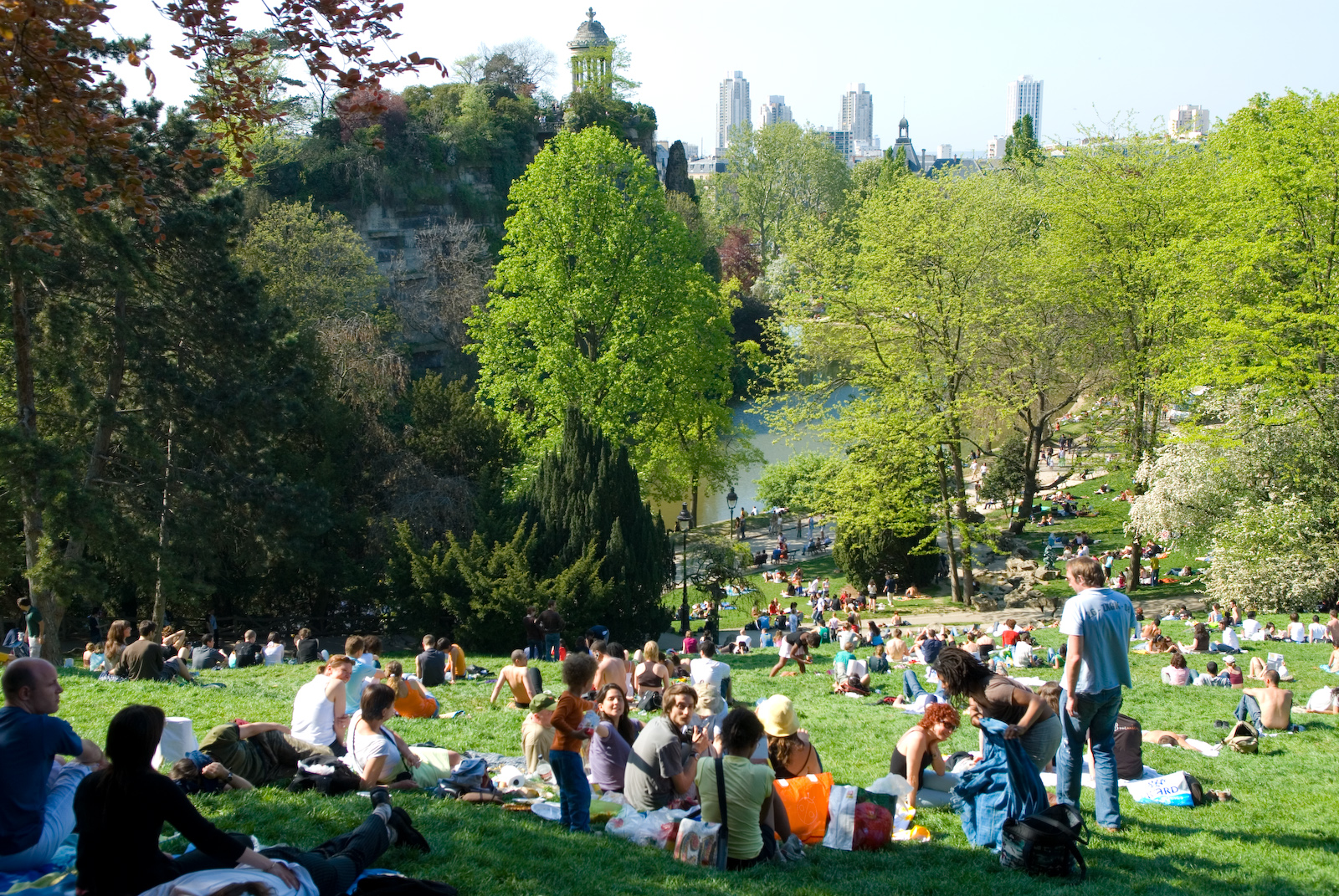
Avril 2007.
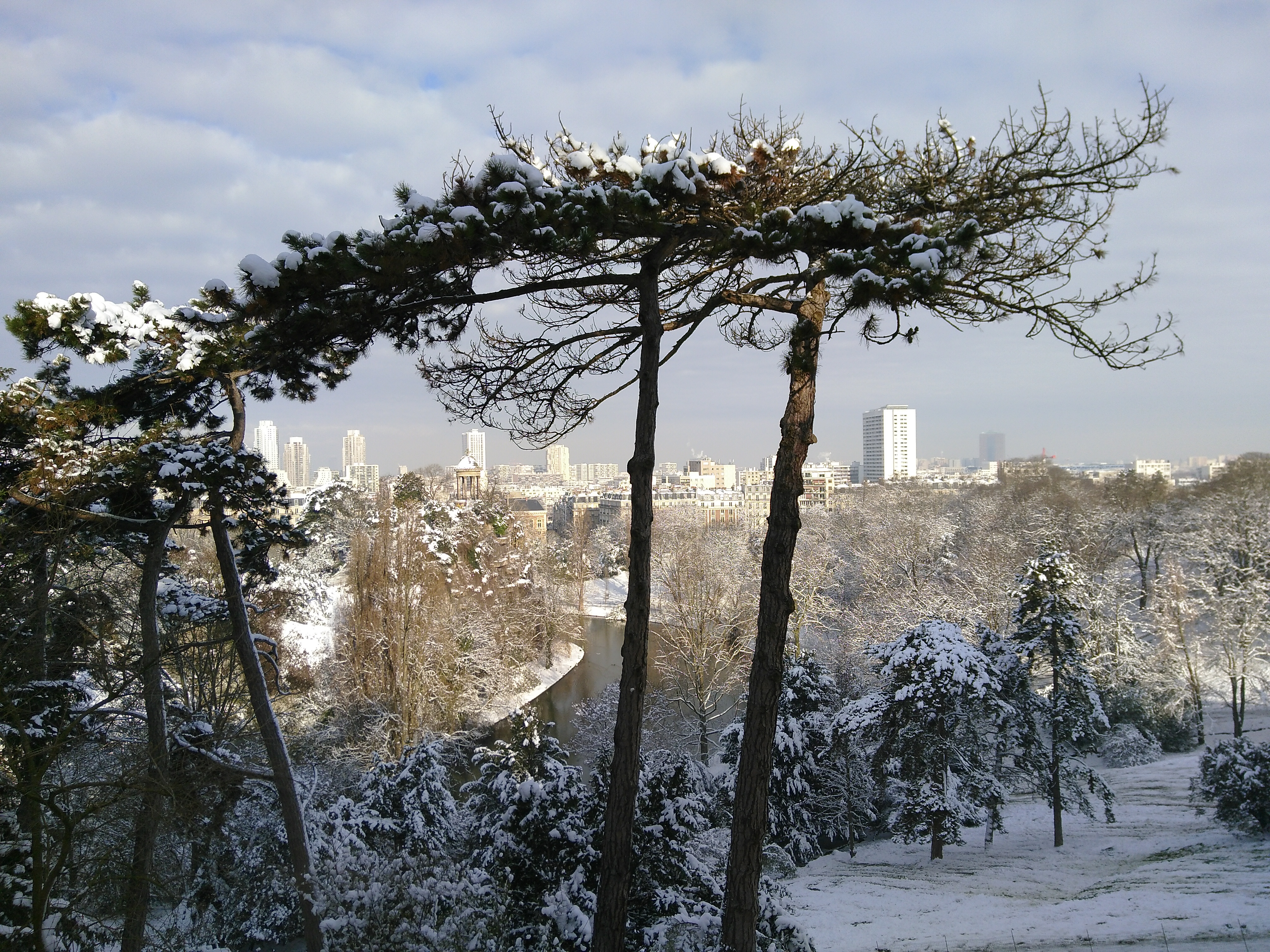
Hiver 2018.